# Nowy Dwór Mazowiecki
Nowy Dwór Mazowiecki – miasto w Polsce, w województwie mazowieckim, siedziba powiatu nowodworskiego, położone przy ujściu Narwi do Wisły.
Ośrodek przemysłowy i usługowy, także dla pobliskich terenów letniskowych.
Według danych GUS z 1 stycznia 2024 r. miasto liczyło 28 548 mieszkańców, będąc 19. najludniejszym miastem w województwie.

## Położenie

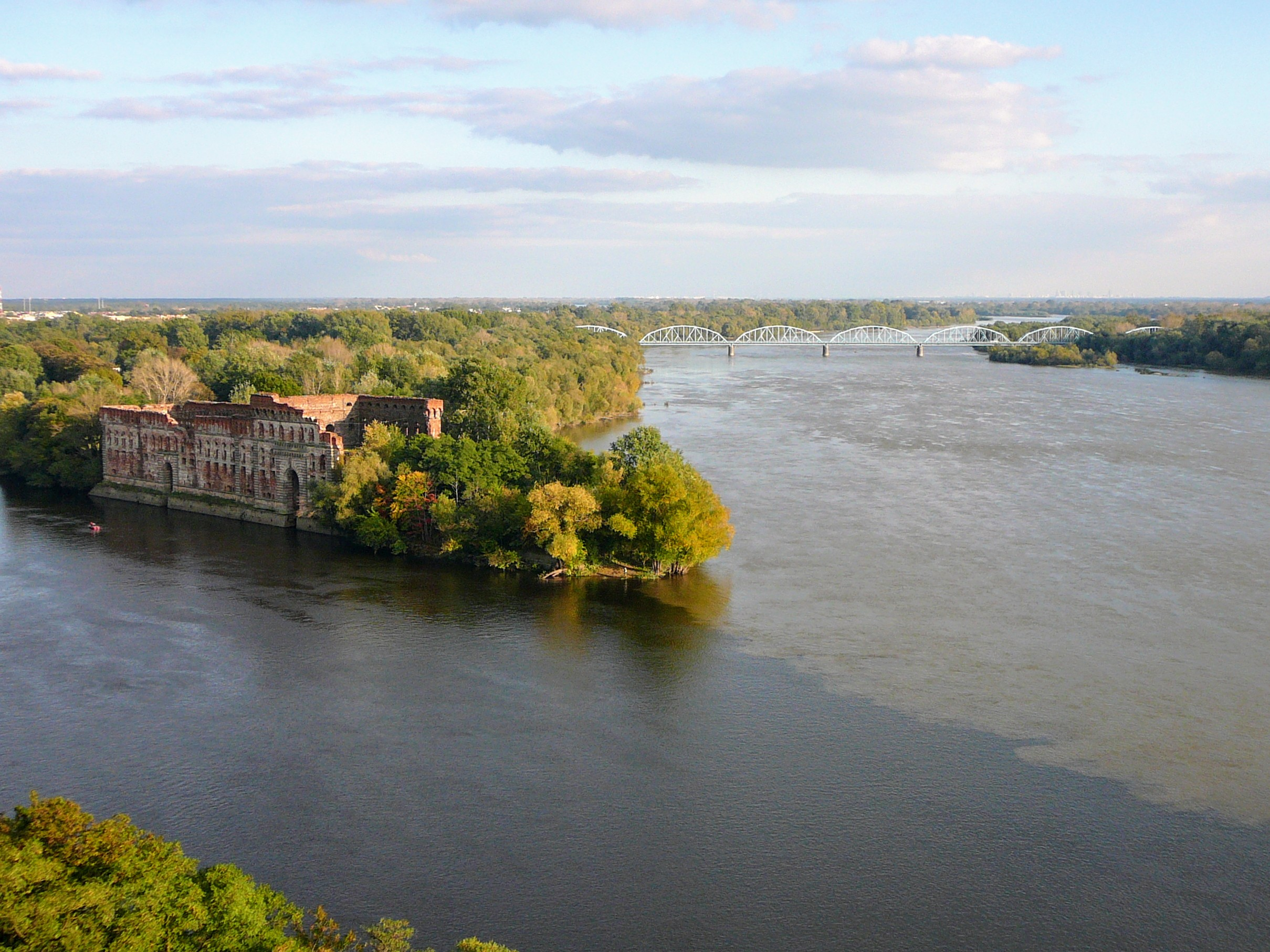
Ujście Narwi do Wisły w Nowym Dworze Mazowieckim

Nowy Dwór Mazowiecki leży na Nizinie Środkowopolskiej w Kotlinie Warszawskiej, w województwie mazowieckim, 34 km na północny zachód od centrum Warszawy. Miasto usytuowane jest na tarasie nadzalewowym pomiędzy Wisłą, Narwią i Wkrą, które łączą się w jego granicach. Wisła wyznacza południową i południowo-zachodnią granicę miasta na długości 7,5 km. Rzeka Narew natomiast przecina poziomo miasto na pół, oddzielając część rdzenną miasta od osiedli Modlin Twierdza i Modlin Stary. 
Nowy Dwór Mazowiecki sąsiaduje z 5 innymi gminami: Czosnów, Jabłonna, Pomiechówek, Wieliszew, Zakroczym.
W latach 1975–1998 miasto administracyjnie należało do województwa warszawskiego.

## Historia
Pierwsze ślady bytności ludzi pochodzą z epoki neolitu (4 – 2 tys. lat p.n.e.), natomiast pierwsze ślady osadnictwa pochodzą z około 1,7 tys. lat p.n.e. Podczas pogłębiania rzeki Narew w 1980 roku znaleziono także fragmenty łodzi z I w n.e., grot włóczni z XV wieku oraz głownię mieczową z XVII wieku.
Za założyciela późniejszego miasta uważa się księcia Konrada I Mazowieckiego (około 1233 roku), a pierwsza wzmianka pochodzi z 1294 roku, jako o własności wojewody mazowieckiego Jana herbu Nałęcz. Miasto wymieniane jest w dokumentach pod różnymi nazwami: Nowidwor circa fluvium Narew (Nowy Dwór Nad Rzeką Narew) (1355), Nova Curia (Nowy Dwór), Nova Aula, później także Novidwor, Nouidwor czy Nowodwor. 29 czerwca 1374 roku książę Siemowit III nadał osadzie prawa miejskie chełmińskie oraz oddał je na własność Abrahamowi, Dobrogostowi i Niemierzy, synom Tomisława, wraz z przywilejem na połów ryb w Narwi i Wiśle oraz pobieranie cła na rzece Narwi. W 1421 roku nastąpił podział majątku pomiędzy synami Niemierzy – Abraham osiada w Wielkopolsce koło Wolsztyna, Dobrogost zostaje i przybiera nazwisko Nowodworski.

W 1544 roku nastąpiło odnowienie praw miejskich przez króla Zygmunta Starego, w XVII wieku miał miejsce upadek miasta w wyniku licznych powodzi, zaraz, grabieży i wojen. We wrześniu 1655 roku w bitwie pod Nowym Dworem siły polskie mazowieckiego pospolitego ruszenia blokowały przez dziesięć dni przeprawę wojsk szwedzkich, następnie, zmuszone do odwrotu ogniem szwedzkiej artylerii, wykorzystując powstałe fortyfikacje i przeszkody terenowe oderwały się od przeciwnika unikając zniszczenia. Po potopie szwedzkim miasto podupadło do rangi wsi, którą pozostało aż do końca XVIII wieku. Prywatne miasto szlacheckie, położone w Księstwie Mazowieckim, w 1739 roku należało do klucza Lubomirskich Nowy Dwór.

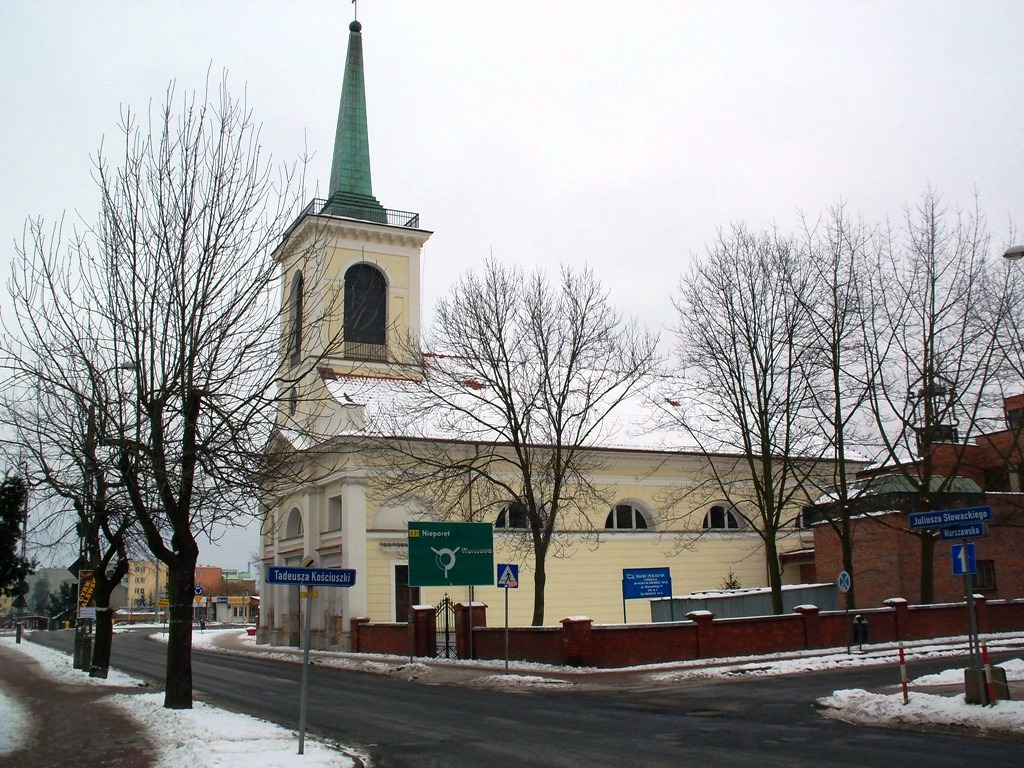
Kościół pod wezwaniem św. Michała Archanioła, 1792

20 czerwca 1782 roku folwark Nowy Dwór otrzymał ponownie prawa miejskie od księcia Stanisława Poniatowskiego. 21 października 1792 roku odbyła się konsekracja kościoła parafialnego pod wezwaniem św. Michała Archanioła, fundacji księcia Stanisława. W 1794 roku Nowy Dwór odkupił hrabia Ludwik Szymon Gutakowski. Po III rozbiorze Polski Nowy Dwór znalazł się w zaborze pruskim, a po kongresie wiedeńskim w zaborze rosyjskim.

W 1807 roku rozpoczęła się, z rozkazu Napoleona Bonaparte, budowa Twierdzy Modlin, od 1810 roku budowana była już nie jako magazyn żywności, ale obóz warowny. Nadzór nad budową objął, w miejsce Generała François de Chasseloup-Laubat, 1st Marquis of Chasseloup-Laubat (1754-1833), Jean Mallet de Granville (w 1811 roku w pracy przy budowie zatrudnionych było 19 000 ludzi). W okresie od 5 lutego 1813 do 1 grudnia 1813 roku w oblężonej przez Rosjan twierdzy Modlin bronili się Francuzi. W związku z budową twierdzy nastąpiło ożywienie gospodarcze miasta Nowy Dwór, który w 1820 roku stał się miastem rządowym oraz otrzymał prawo do organizowania jarmarków. W tym okresie zaczęły powstawać tu szynki i karczmy oraz rozpoczął się napływ ludności niemieckiej, rosyjskiej i żydowskiej.

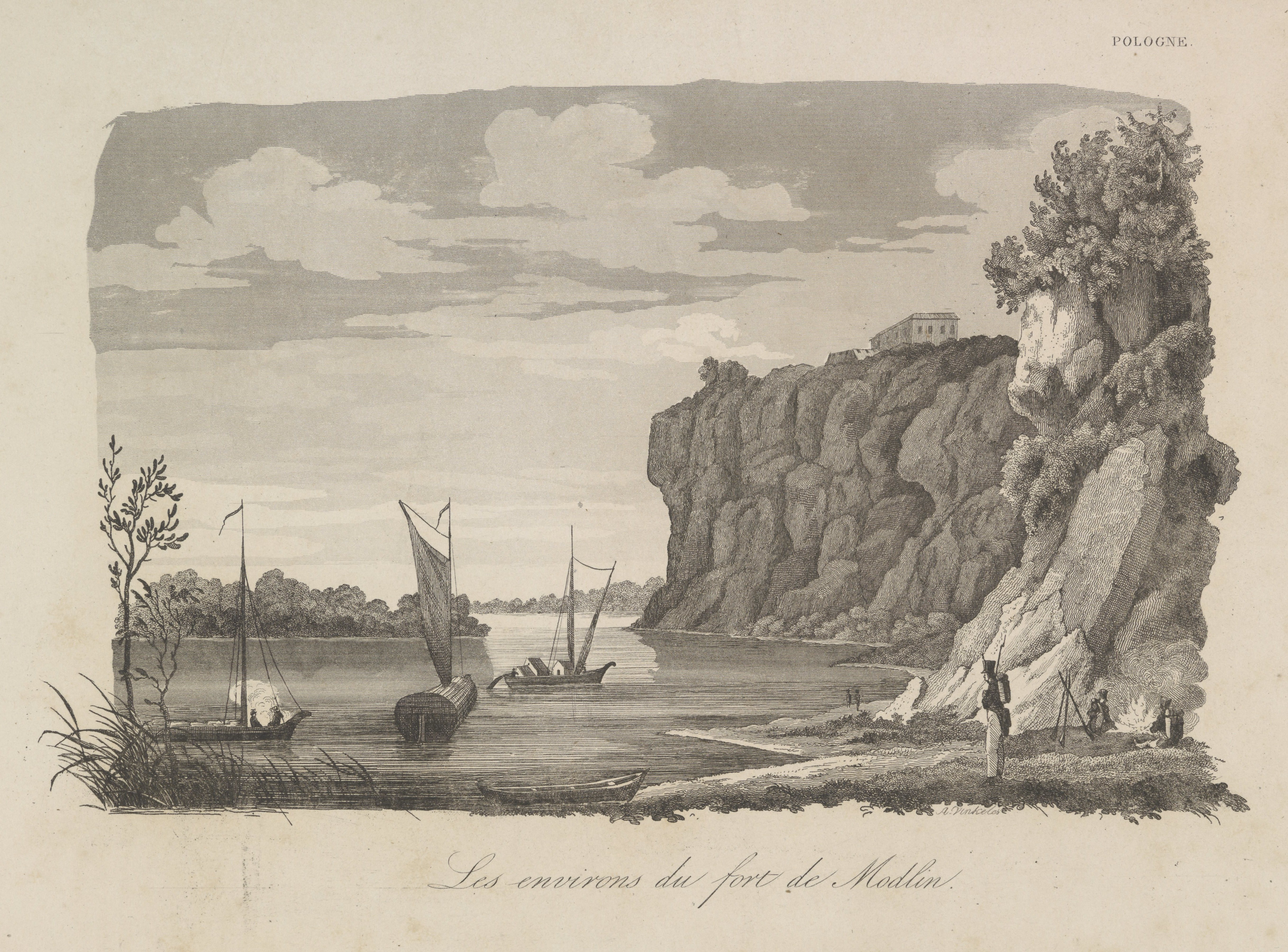
Okolice Modlina przed 1842

W 1832 roku rozpoczęła się rozbudowa twierdzy Modlin pod nową nazwą Nowogieorgiewsk pod nadzorem generała Iwana Iwanowicza Dehna. Twierdza rozbudowywana była jeszcze w latach 60. XIX wieku. Pod koniec tego wieku wybudowano tu linię kolejową, w wyniku czego powstały tu pierwsze zakłady przemysłowe takie jak: fabryka krochmalu, wyrobów fajansowych, fabryka dykty, 2 tartaki, a na początku XX wieku powstał tu młyn parowy, fabryka guzików z masy perłowej, browar i dwie masarnie. Pomimo tego miasto niszczone było przez powodzie z lat 1813, 1844, 1876 oraz w 1888, gdy dodatkowo miasto zniszczył pożar.
W latach 1835–1970 przy ul. Józefa Wybickiego znajdował się kościół ewangelicko-augsburski, będący świątynią parafialną tego wyznania.
W czasie I wojny światowej, w połowie lipca 1915 roku, pod twierdzę Modlin podeszły wojska niemieckie, ostatecznie odcinając garnizon twierdzy od reszty sił rosyjskich 10 sierpnia 1915 roku. W wyniku oblężenia 19 sierpnia 1915 roku twierdza została zdobyta przez Niemców, a do niewoli dostało się 105 000 ludzi. W trakcie opuszczania twierdzy Rosjanie zniszczyli m.in. mosty na Narwi i Wiśle, sam Nowy Dwór spłonął podczas niemieckiej ofensywy.

W 1918 roku po odzyskaniu niepodległości twierdzę obsadził polski garnizon pod dowództwem płk. Edwarda Malewicza.

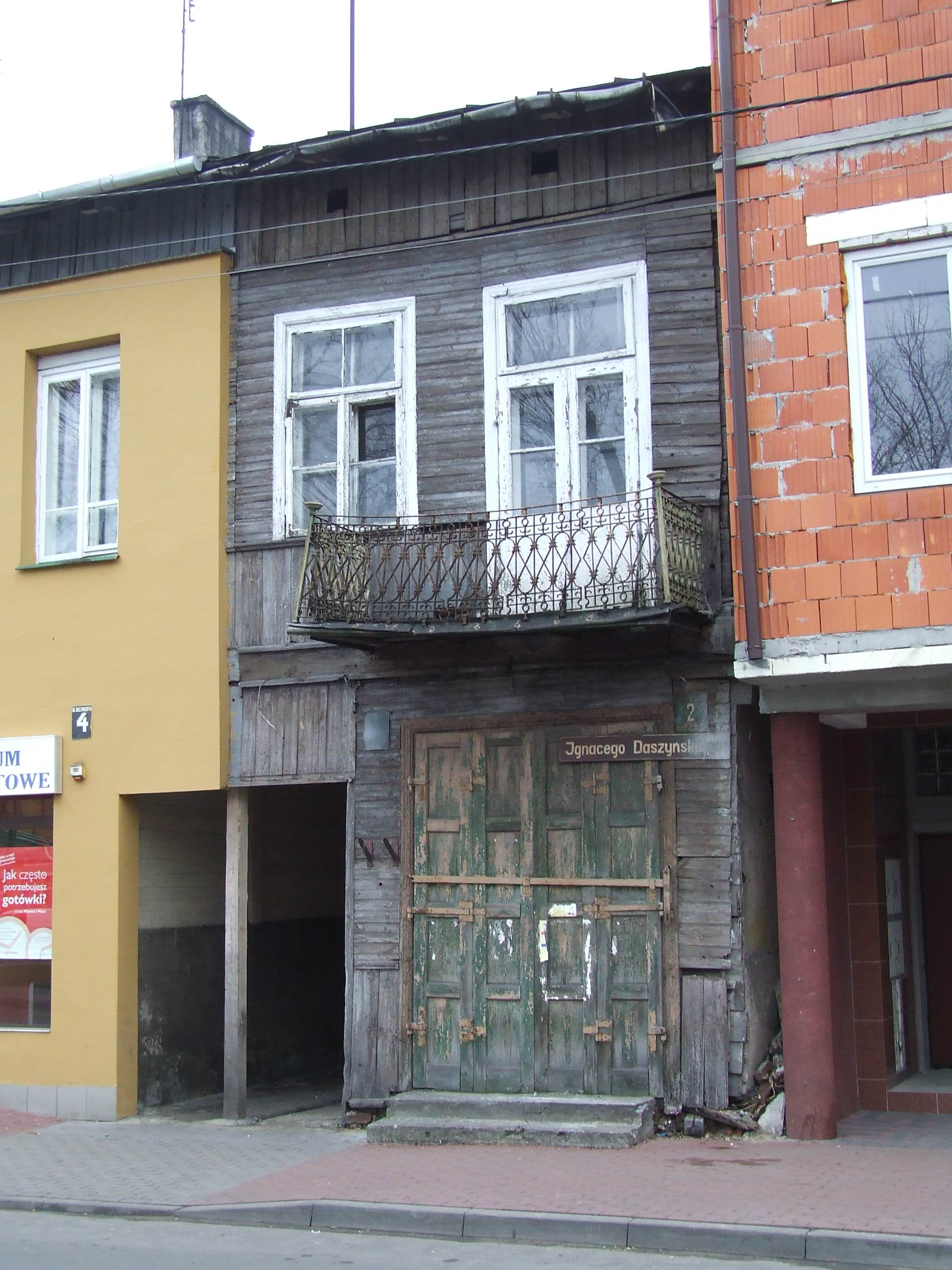
Przykład drewnianej zabudowy miasta, obiekt został rozebrany w 2016

W chwili wybuchu wojny polsko-bolszewickiej, w sierpniu 1920 roku, znajdowała się w Nowym Dworze w koszarach przy ul. Paderewskiego kwatera 5. Armii pod dowództwem gen. Władysława Sikorskiego. Armia licząca 46 000 żołnierzy jako Grupa Modlin broniła północnego brzegu Narwi i zachodniego brzegu Wkry. W 1920 roku ludność żydowska została prewencyjnie wysiedlona z miasta, a wojsko polskie uczyniło z żydowskiej bożnicy stajnię. Wiele mieszkań po wysiedlonych Żydach zostało splądrowanych przez miejscową ludność.
W okresie międzywojennym, w latach 1919–1926, na terenie twierdzy, w koszarach mieściła się szkoła kadetów, Szkoła Podchorążych Broni Pancernych, Centrum Wyszkolenia Saperów i wiele innych jednostek. W latach 20. XX wieku powstała tu elektrownia i pierwsza stocznia i port Marynarki Wojennej.

W 1921 roku Nowy Dwór Mazowiecki liczył 7829 mieszkańców, w tym 3916 Żydów (50% populacji). Jednym z większych zakładów przemysłowych była wówczas fajansarnia nosząca nazwę Fabryka Fajansu i Porcelany, specjalizowała się w produkcji fajansu, w tym bombonierek do firmy E.Wedel oraz popularne imbryczki porcelanowe i pewien asortyment porcelany radiotechnicznej. W 1931 roku proporcje w zaludnieniu miasta nieco się zmieniły. Liczyło ono 9386 mieszkańców, a Żydzi stanowili 46% populacji (4316 mieszkańców). Pod koniec 1937 roku nastąpiła zmiana nazwy miasta z Nowego Dworu na Nowy Dwór Mazowiecki.

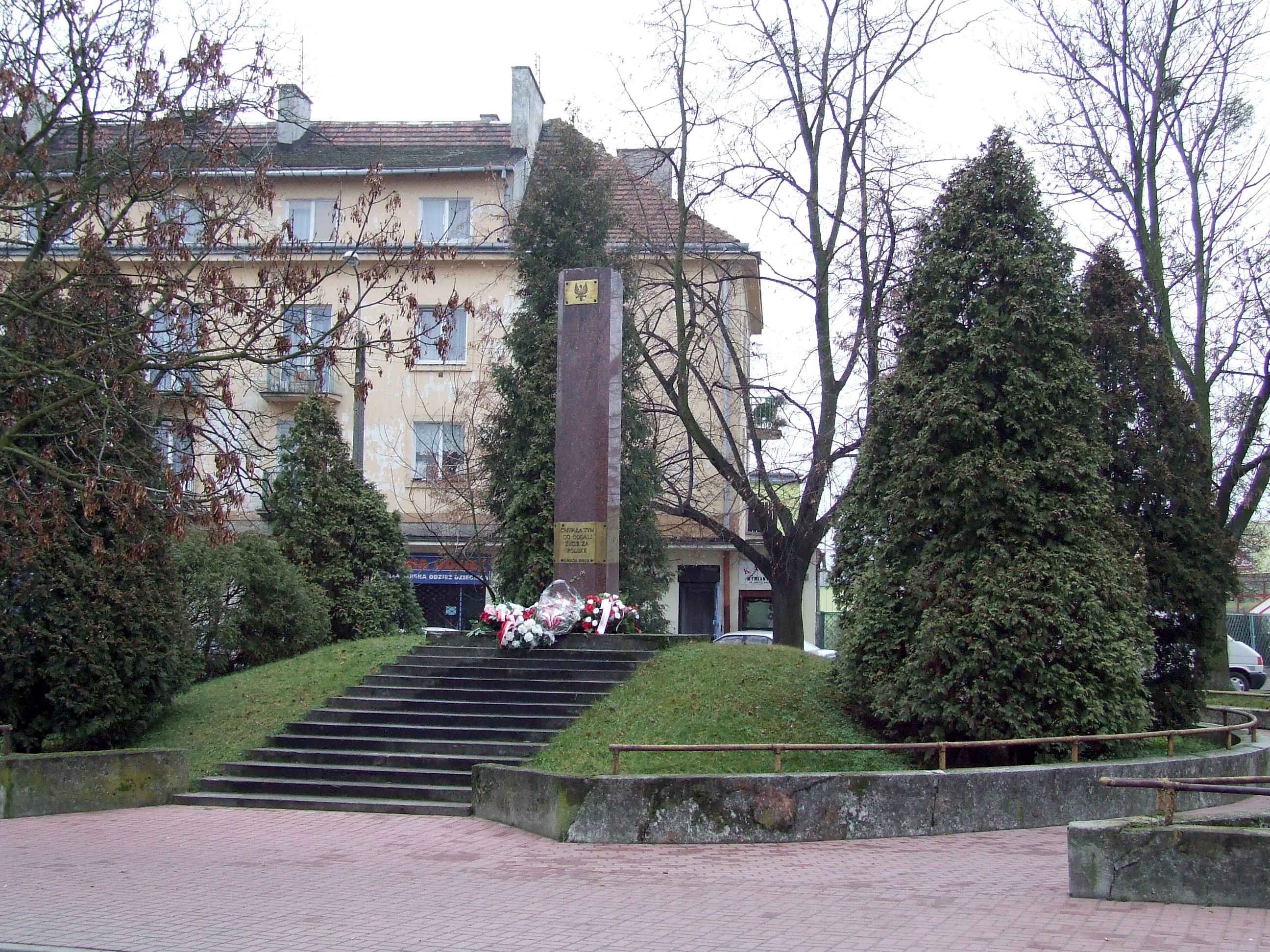
Obelisk ku czci ofiar II wojny światowej

W czasie II wojny światowej w dniach 13 września – 29 września 1939 roku trwała obrona twierdzy w kampanii wrześniowej pod dowództwem gen. Wiktora Thommée, po jej upadku została zajęta przez Wehrmacht. Sam Nowy Dwór mocno ucierpiał i został przemianowany na Neuhof, a od 1942 roku na Bugmünde (gdy zmieniono nazwy ulic na niemieckie). Od maja 1940 do 12 grudnia 1942 roku istniało tu żydowskie getto. Znajdowało się w najbiedniejszej części miasta, na tzw. Piaskach, w kwadracie ulic (według stanu z początku XXI wieku): Okrzei do kina w prostej linii ul. Nałęcza – tory kolejowe – ogrody działkowe. Mieszkańców getta Niemcy wywozili do obozu koncentracyjnego Auschwitz-Birkenau. Ostatni taki transport nastąpił 12 grudnia 1942 roku i znalazło się w nim ok. 2000 osób. Część mieszkańców pochodzenia żydowskiego deportowano do getta w Legionowie.
W czasie okupacji w mieście istniały 4 szubienice wybudowane przez Niemców. W 1944 roku istniał tu obóz pracy przymusowej. 15 stycznia 1945 roku o godzinie 17.20 do miasta wkroczyły oddziały Armii Czerwonej. W czasie II wojny światowej zabudowa miasta ucierpiała w 70%.
Po wojnie przystąpiono do odbudowy miasta i jego przemysłu, jednak miasto znów ucierpiało od powodzi z 1947 i 1962 roku. W końcu 1952 roku skończono budowę wałów przeciwpowodziowych wzdłuż Narwi, a w 1975 roku wzdłuż Wisły. W latach 1952–1975 Nowy Dwór był siedzibą powiatu, a po reformie administracyjnej z dniem 1 stycznia 1999 roku, ponownie został miastem powiatowym. W 1961 roku do Nowego Dworu Mazowieckiego dołączono Modlin, a w 2002 roku Okunin. W 1965 roku uruchomiono Zakłady Chemii Przemysłowej „Pollena” wraz z filią Instytutu Chemii Przemysłowej.

## Demografia
Dane statystyczne z 31 grudnia 2021:

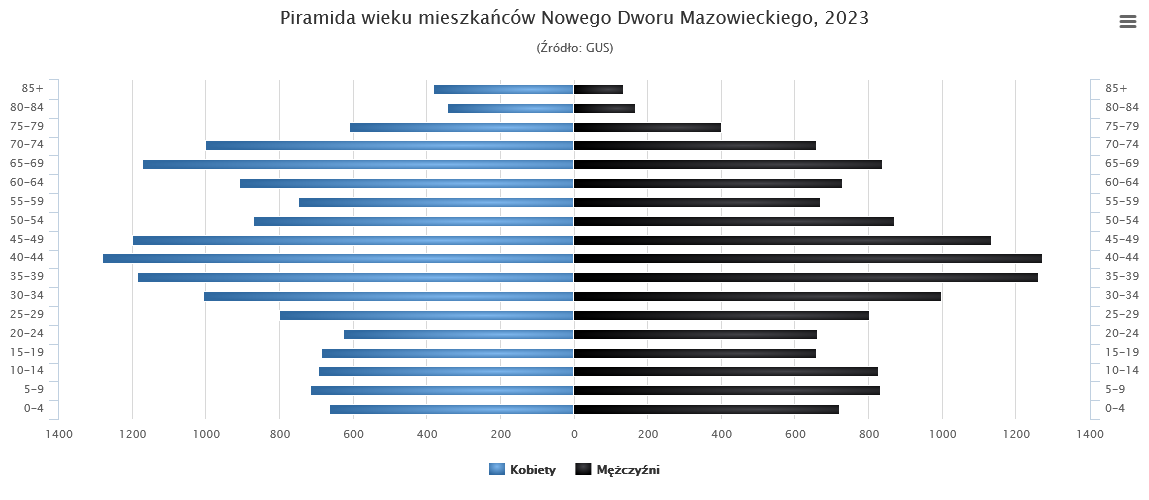
Piramida wieku mieszkańców Nowego Dworu Mazowieckiego w 2023 roku

| Opis                              | Ogółem | Ogółem | Kobiety | Kobiety | Mężczyźni | Mężczyźni |
| --------------------------------- | ------ | ------ | ------- | ------- | --------- | --------- |
| Jednostka                         | osób   | %      | osób    | %       | osób      | %         |
| Populacja                         | 28 564 | 100,0  | 14 939  | 52,3    | 13 625    | 47,7      |
| Gęstość zaludnienia [mieszk./km²] | 1001,5 | 1001,5 | 520,6   | 520,6   | 481,0     | 481,0     |

## Polityka

### Rada miasta (2024-2029)[17]
| Ugrupowania | Ugrupowania                                         | % poparcia | Mandaty |
| ----------- | --------------------------------------------------- | ---------- | ------- |
|             | Stowarzyszenie "Wiarygodność, Niezależność, Dialog" | 39,78%     | 10      |
|             | Zjednoczeni dla Miasta                              | 30,56%     | 8       |
|             | NDM Odnowa                                          | 18,20%     | 2       |
|             | Przyszłość jest Dziś                                | 11,46%     | 1       |

### Miasta partnerskie
- Elektreny[18]
- Niederorschel[18]

## Oświata i nauka
W mieście od 1934 działa Liceum Ogólnokształcące im. Wojska Polskiego. W mieście znajduje się Zespół Szkół Zawodowych nr 1 mieszczący się przy ulicy Górskiej oraz Zespół Szkół nr 2 oraz liceum dla dorosłych mieszczący się przy ulicy Długiej. W mieście jest 5 szkół podstawowych, 1 szkoła podstawowa niepubliczna oraz szkoła specjalna.

## Przemysł
Miasto posiada rozwinięty przemysł chemiczny, ponadto lekki, spożywczy, elektromaszynowy, drzewny; wytwórnie artykułów szkolno-biurowych, opakowań, materiałów budowlanych, sprzętu wędkarskiego, zakłady poligraficzne; składy, hurtownie i agencje celne. Na terenie miasta działają między innymi takie fabryki jak: La Lorraine Bakery Group, Reckitt Benckiser, Pollena Aroma, Alpla czy EcoWipes EWS.

## Transport

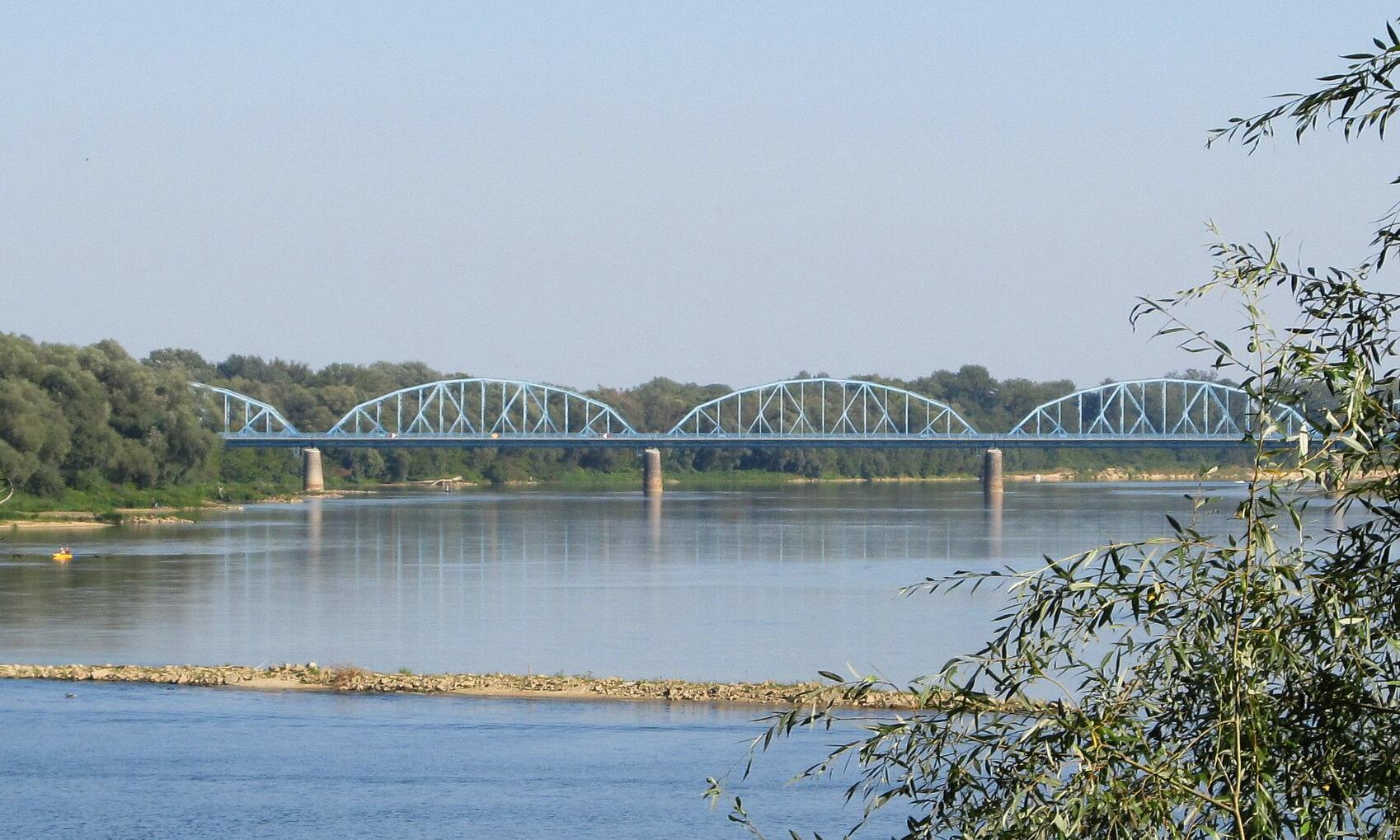
Most im. J. Piłsudskiego na Wiśle

Nowy Dwór jest ważnym węzłem drogowym. W mieście krzyżują się drogi krajowe oraz wojewódzkie:
- 7 kierunek Gdańsk-Elbląg-Nowy Dwór Mazowiecki (węzeł Kazuń)-Warszawa-Radom-Kraków
- 62 kierunek Włocławek-Płock-Nowy Dwór Mazowiecki-Wyszków-Drohiczyn-Siemiatycze
- 85 kierunek Kazuń (łącznik dróg 7 i 62)
- 575 kierunek Wyszogród-Płock
- 579 kierunek Błonie-Grodzisk Mazowiecki-Radziejowice
- 630 kierunek Jabłonna
- 631 kierunek Marki-Warszawa

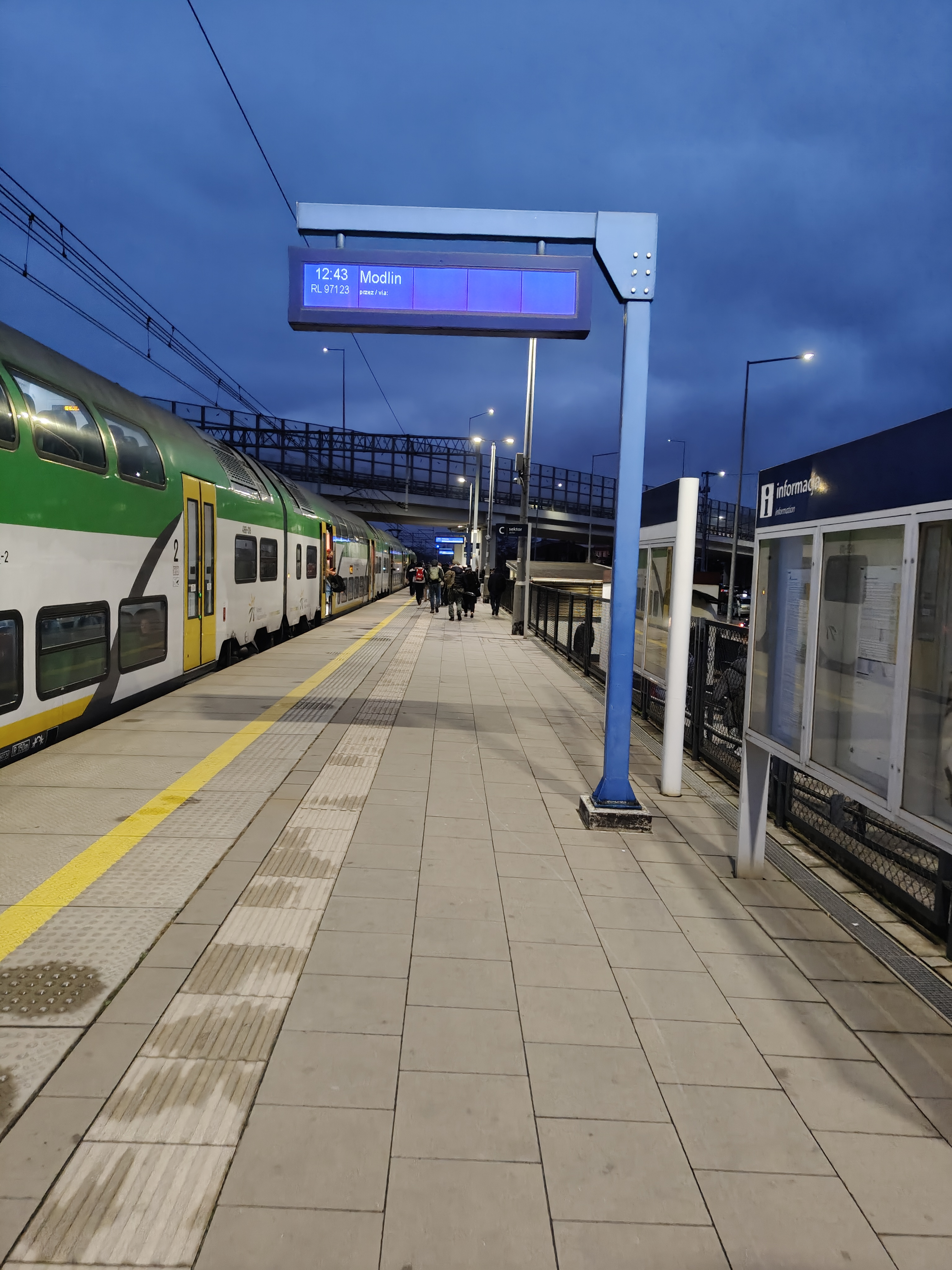
Stacja Nowy Dwór Mazowiecki

Przez miasto przebiega też linia kolejowa nr 9 (trasa E-65) Warszawa Wschodnia – Gdańsk Główny.

### Transport kolejowy
W mieście są dwie stacje kolejowe: Nowy Dwór Mazowiecki i Modlin. Samorządowy przewoźnik kolejowy Koleje Mazowieckie uruchamia przez miasto pociągi regionalne do: Ciechanowa, Działdowa, Góry Kalwarii, Mławy, Nasielska, Sierpca i Tłuszcza.
Od 15 października 2009 na stacji Nowy Dwór Mazowiecki zatrzymują się pociągi spółki PKP InterCity. Można się nimi dostać bezpośrednio do wielu miast w całej Polsce.

### Transport drogowy

#### Linie organizowane przez ZTM Warszawa
| Linia | Przystanek początkowy                   | przez (Miejscowość) | Przystanek końcowy |        |
| ----- | --------------------------------------- | ------------------- | ------------------ | ------ |
| L-7   | Urząd miasta w Nowym Dworze Mazowieckim | Jabłonnę            | Winnica            | [ 22 ] |
| L11   | Urząd miasta w Nowym Dworze Mazowieckim | Wieliszew           | PKP Legionowo      | [ 23 ] |
| L41   | Urząd miasta w Nowym Dworze Mazowieckim | Jabłonnę            | PKP Legionowo      | [ 24 ] |

#### Nowodworska Komunikacja Autobusowa

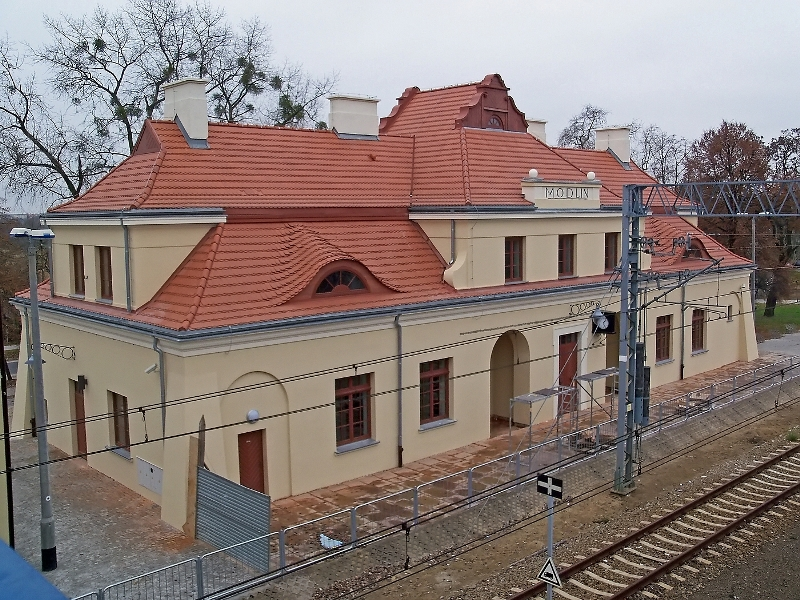
Dworzec kolejowy Modlin

| Linia | Przystanek Początkowy          | Trasa (uogólniona)                                                | Przystanek końcowy             |        |
| ----- | ------------------------------ | ----------------------------------------------------------------- | ------------------------------ | ------ |
| N1    | 29 listopada (Twierdza Modlin) | Modlin Stary -> Os. Pólko -> Okunin -> Os. Młodych                | 29 listopada (Twierdza Modlin) | [ 25 ] |
| N2    | 29 listopada (Twierdza Modlin) | Os. Młodych -> Okunin -> Os. Pólko -> Modlin Stary                | 29 listopada (Twierdza Modlin) | [ 25 ] |
| N3    | 29 listopada (Twierdza Modlin) | Modlin Stary -> Os. Młodych -> Dz. Przemysłowa                    | Okunin (Strażacka/Spokojna)    | [ 25 ] |
| N4    | PKP Nowy Dwór Mazowiecki       | Dębowy Park -> Os. Młodych -> Okunin -> Jarzębinowa -> Tw. Modlin | PKP Nowy Dwór Mazowiecki       | [ 25 ] |
| N5    | PKP Nowy Dwór Mazowiecki       | Tw. Modlin -> Os. Młodych                                         | PKP Nowy Dwór Mazowiecki       | [ 25 ] |

#### Inne
- PolonusBUS (baza Nowy Dwór Mazowiecki) – obsługuje linie na terenie powiatu nowodworskiego oraz powiatów ościennych[26];

- Autobusy na trasie PKP Modlin – Lotnisko Modlin obsługiwane przez Koleje Mazowieckie.

### Transport lotniczy

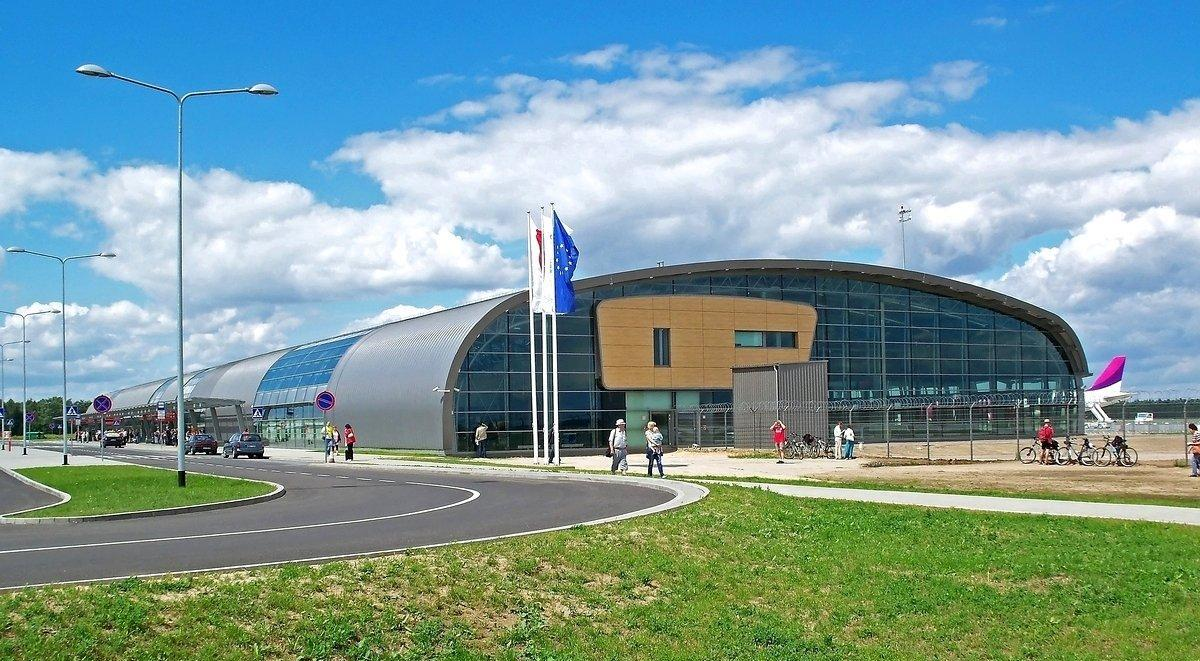
Port lotniczy Warszawa-Modlin

Pierwsze regularne połączenie lotnicze na lotnisku Warszawa-Modlin znajdującym się w północnej części miasta odbyło się 15 lipca 2012, gdy samolot linii Wizzair wylądował z pasażerami z Budapesztu. Z lotniska głównie korzysta firma Ryanair. 

## Sport i rekreacja
W mieście działa wielosekcyjny klub Świt Nowy Dwór Mazowiecki. Jego sekcja piłkarska uczestniczy obecnie w sezonie 2020/2021 w III lidze (czwarta klasa rozgrywkowa). W sezonie 2003/2004 klub uczestniczył w rozgrywkach Ekstraklasy.
W Nowodworskim Ośrodku Sportu i Rekreacji znajduje się hala sportowa, boisko, otwarty w 2011 zespół basenowy, pełnowymiarowe boisko treningowe ze sztuczną nawierzchnią, a także korty tenisowe.
W Nowym Dworze Mazowieckim działają również sekcje sportów walki – klub „Champion” (boks) oraz klub „Taekwon-do” ITF.

## Media lokalne

### Gazeta
- WND24.pl
- Świat Modlina

### Telewizja
- TVM (Telewizja Mazowiecka)

### Radio

#### Stacje lokalne
- Radio Modlin - regionalna stacja radiowa nadawana pod częstotliwością 95, 8 MHz.
- Radio Wisła  - stacja radiowa nadawana ze studia w Twierdzy Modlin.
- Polskie Radio Modlin

#### Stacje ogólnopolskie
- Radio ZET Modlin - stacja radiowa nadawana pod częstotliwością 106 , 8 MHz.
- Radio Plus Mazowsze - stacja nadawana pod częstotliwością 89 , 8 MHz.
- RMF FM Nowy Dwór Maz. - stacja radiowa nadawana pod częstotliwością 97, 1 MHz.

## Kultura

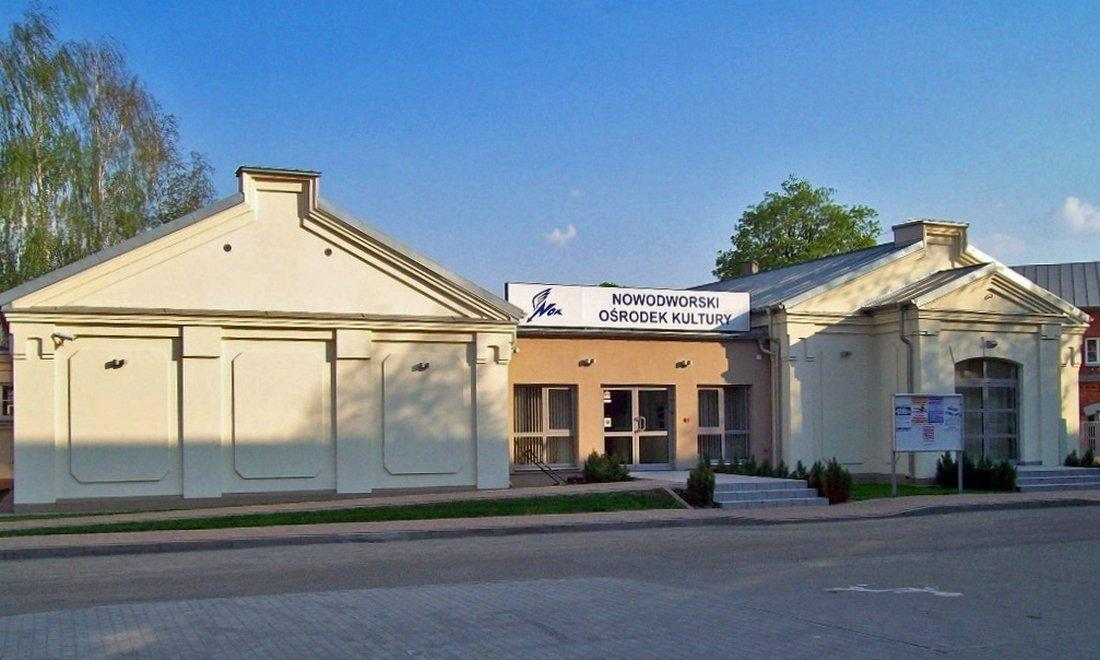
Nowodworski Ośrodek Kultury

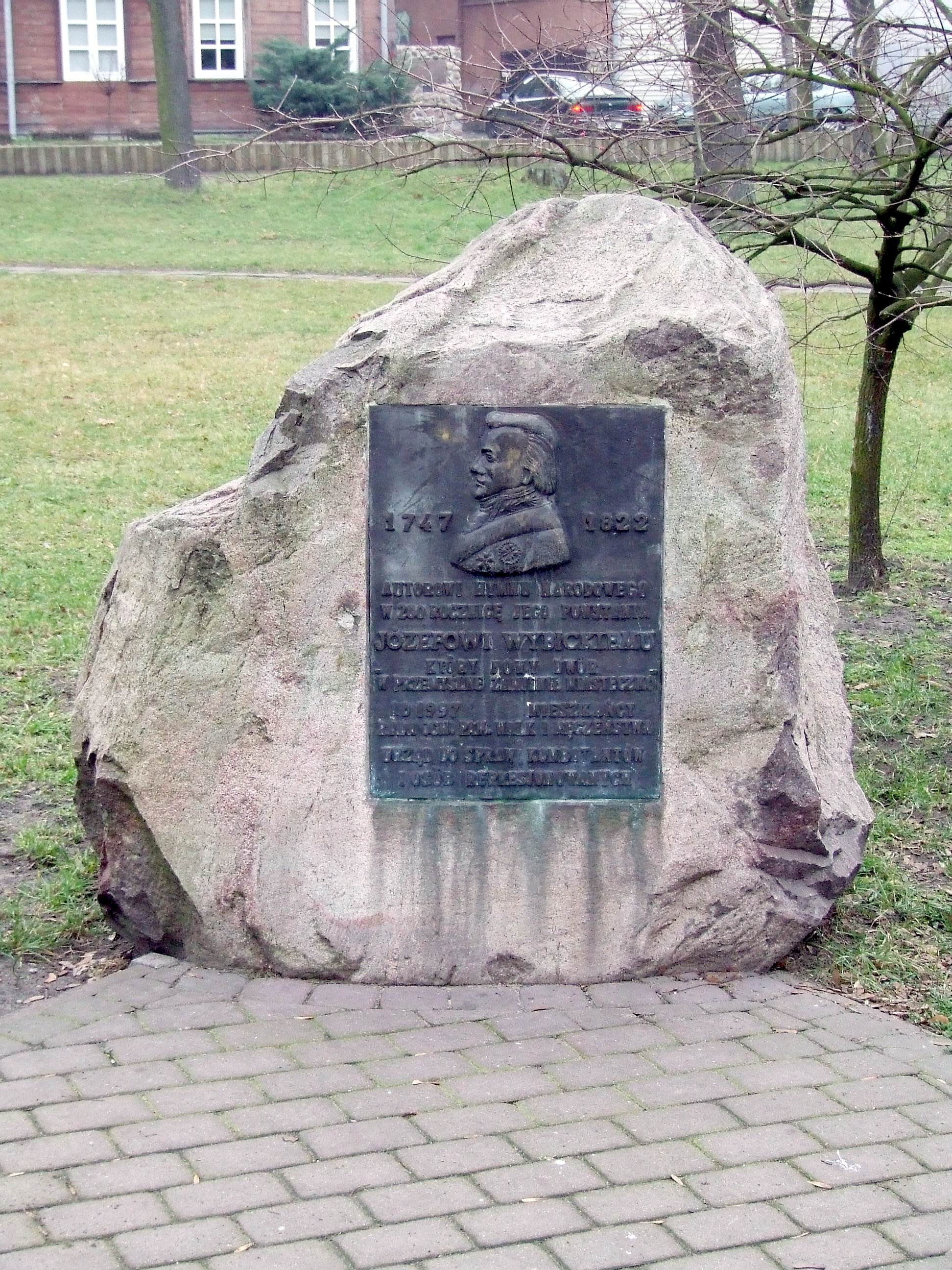
Kamień w parku miejskim poświęcony Józefowi Wybickiemu

W Nowym Dworze Mazowieckim działa Nowodworski Ośrodek Kultury prowadzący działalność w zakresie upowszechniania kultury oraz edukacji kulturalnej dzieci i młodzieży. Działalność ośrodka opiera się na pracy w sekcjach i kołach zainteresowań oraz imprezach. Ośrodek jest organizatorem wyjazdów do teatrów, kin, muzeów, skansenów realizowanych dla potrzeb dzieci i młodzieży szkolnej, ale także dla dorosłych mieszkańców Nowego Dworu Mazowieckiego. Ośrodek wspomaga działalność statutową organizacji prowadzących niekomercyjną działalność o charakterze społecznym m.in.: Polskiego Związku Niewidomych i Niedowidzących, Towarzystwa Pszczelarskiego, Związku Emerytów, Rencistów i Inwalidów. Nowodworski Ośrodek Kultury mieści się w zaadaptowanym zabytkowym budynku dawnej elektrowni Batalionu Elektrotechnicznego.

## Religia

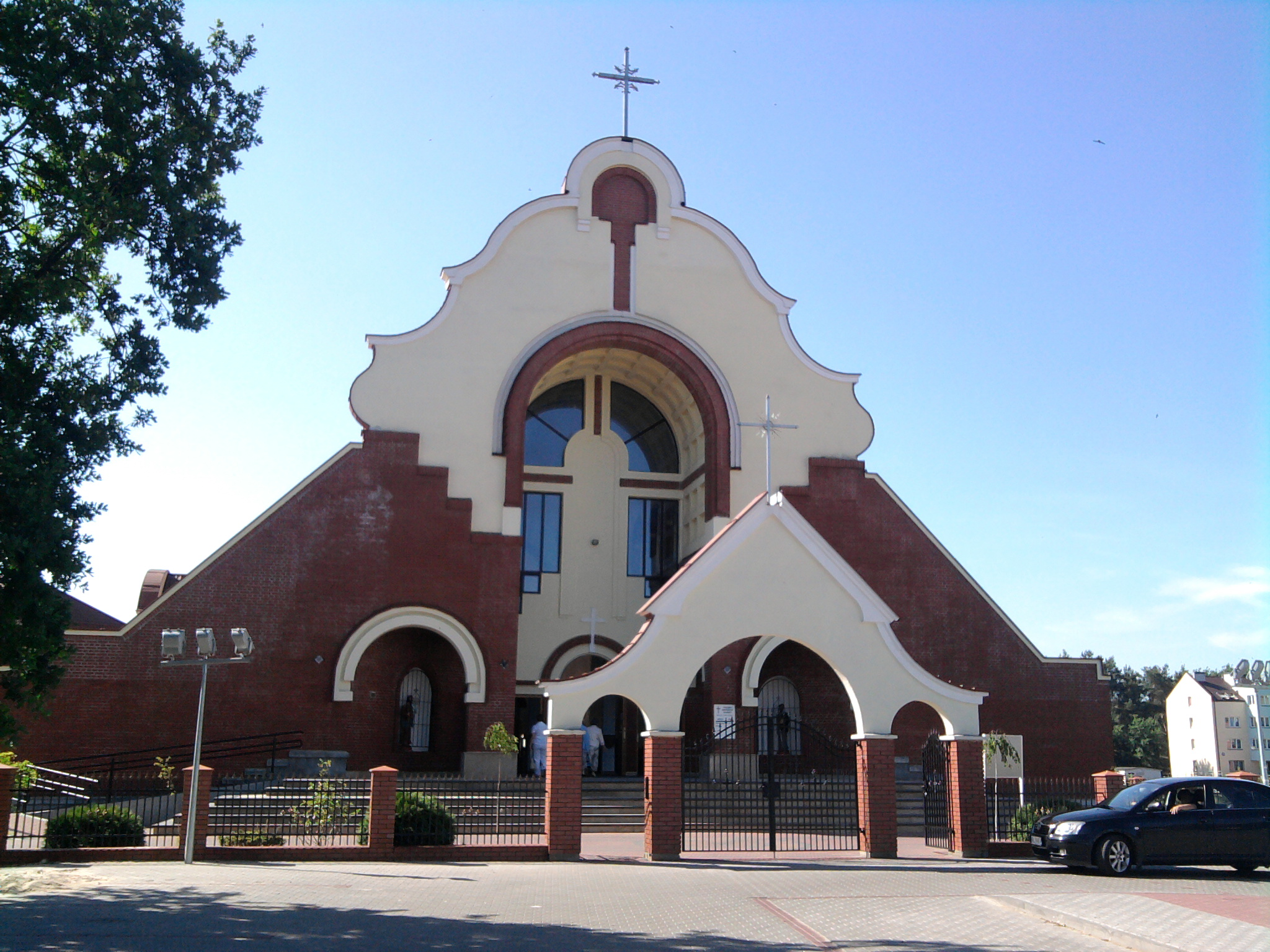
Kościół Świętych Apostołów Piotra i Pawła

Na terenie miasta działalność religijną prowadzą następujące Kościoły i związki wyznaniowe:
- Kościół greckokatolicki:
  - ośrodek duszpasterski w Nowym Dworze Mazowieckim, nabożeństwa prowadzone są w rzymskokatolickim kościele Świętego Michała Archanioła[28]
- Kościół rzymskokatolicki:
  - parafia św. Barbary
  - parafia św. Maksymiliana Kolbego
  - parafia św. Michała Archanioła
  - parafia Świętych Apostołów Piotra i Pawła
- Świadkowie Jehowy:
  - zbór Nowy Dwór Mazowiecki (w tym grupa ukraińskojęzyczna; Sala Królestwa ul. Sportowa 60)[29]
- Świecki Ruch Misyjny „Epifania”:
  - Zbór w Nowym Dworze Mazowieckim
- Kościół Chrześcijan Baptystów w RP:
  - placówka I Zboru w Warszawie[30]

## Zabytki
- Kościół św. Michała Archanioła

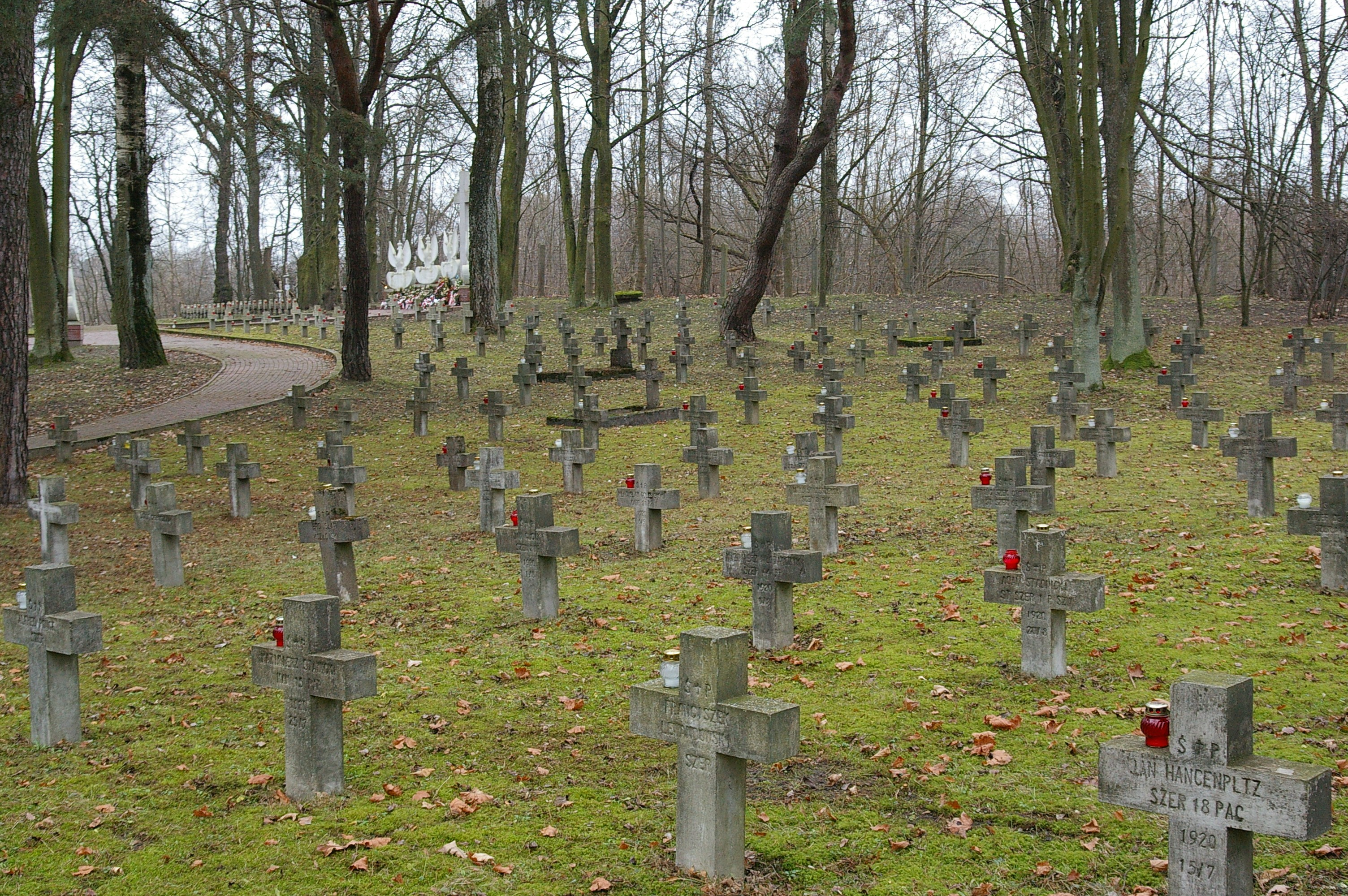
Cmentarz garnizonowy Twierdzy Modlin, 1817–1945

Schemat Twierdzy Modlin

- Cmentarz parafialny św. Michała Archanioła
- Cmentarz ewangelicki w Nowym Dworze Mazowieckim[31][32]
- Cmentarz żydowski w Nowym Dworze Mazowieckim
- Cmentarz z II wojny światowej z lat 1939–1945 przy ulicy Strażackiej
- Zabytkowy układ centrum miasta jako przykład kompozycji urbanistycznej doby Oświecenia z 1780r[33].
- Dawny ratusz i magistrat z 1861 przy ulicy Warszawskiej 6
- Drewniany dom z końca XIX wieku przy ulicy Wybickiego 4
- Zabytkowy zajazd (austeria) z początku XIX wieku przy ulicy Kościuszki 2
- Drewniana willa w stylu rosyjskiej daczy z ok. 1866 przy ulicy Paderewskiego 9
- Dom z początku XIX wieku przy ulicy Paderewskiego 17
- Kamienica przy ulicy Daszyńskiego 9
- Drewniany dom przy ulicy Daszyńskiego 18
- Kamienica przy ulicy Nałęcza 37 (d. rozlewnia piwa Bermana)
- Drewniany dom z końca XIX wieku przy ulicy Focha 9
- Dom z najstarszą apteką w mieście z 1896 przy ulicy Kościuszki 5
- Dawny dom rybacki z początku XIX wieku przy ulicy Kościuszki 9
- Drewniany wielorodzinny dom przy ulicy Sukiennej 48
- Zespół zabytkowych budynków dawnych koszar wojskowych z przełomu XIX i XX wieku przy ulicy Paderewskiego
- Most im. Pierwszego Marszałka Polski Józefa Piłsudskiego na Wiśle z lat 1911, 1934 i 1952
- Zabytkowy dworzec kolejowy Modlin z 1927 przy ulicy Mieszka I-ego 3
- Twierdza Modlin i jej obiekty
- Spichlerz z 1841 przy ujściu Narwi do Wisły
- Kasyno oficerskie z 1906 przy ulicy Ledóchowskiego 160

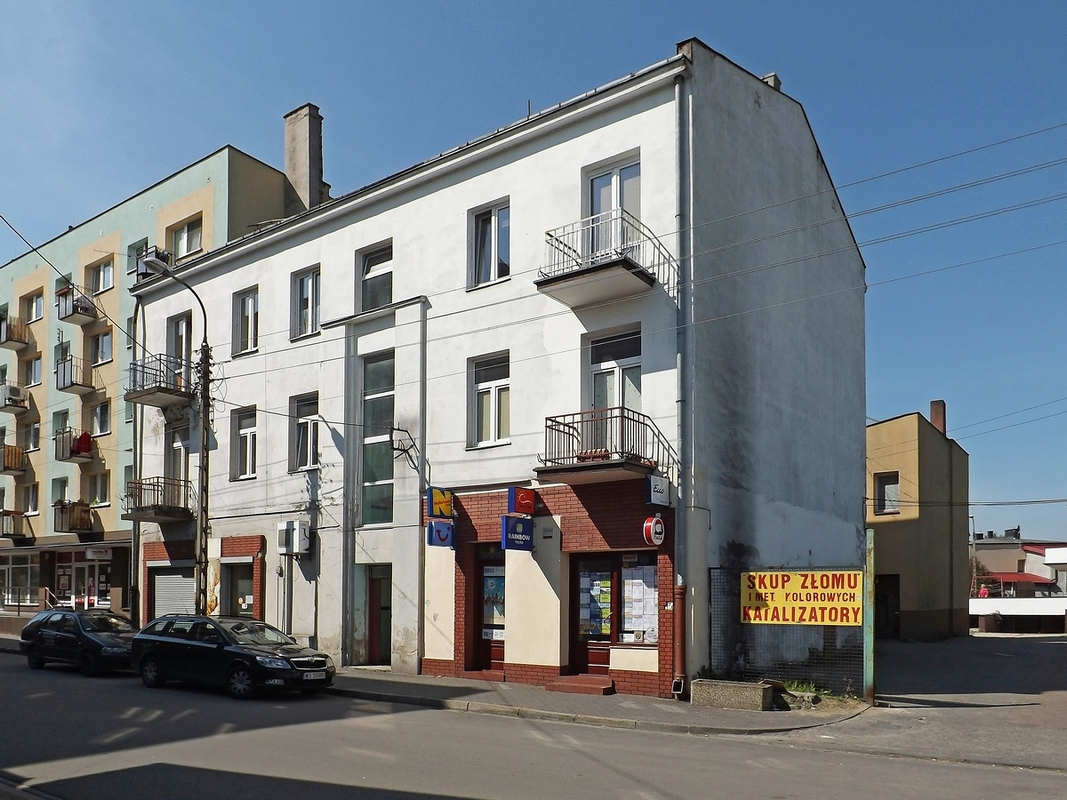
Kamienica przy ulicy Daszyńskiego 9
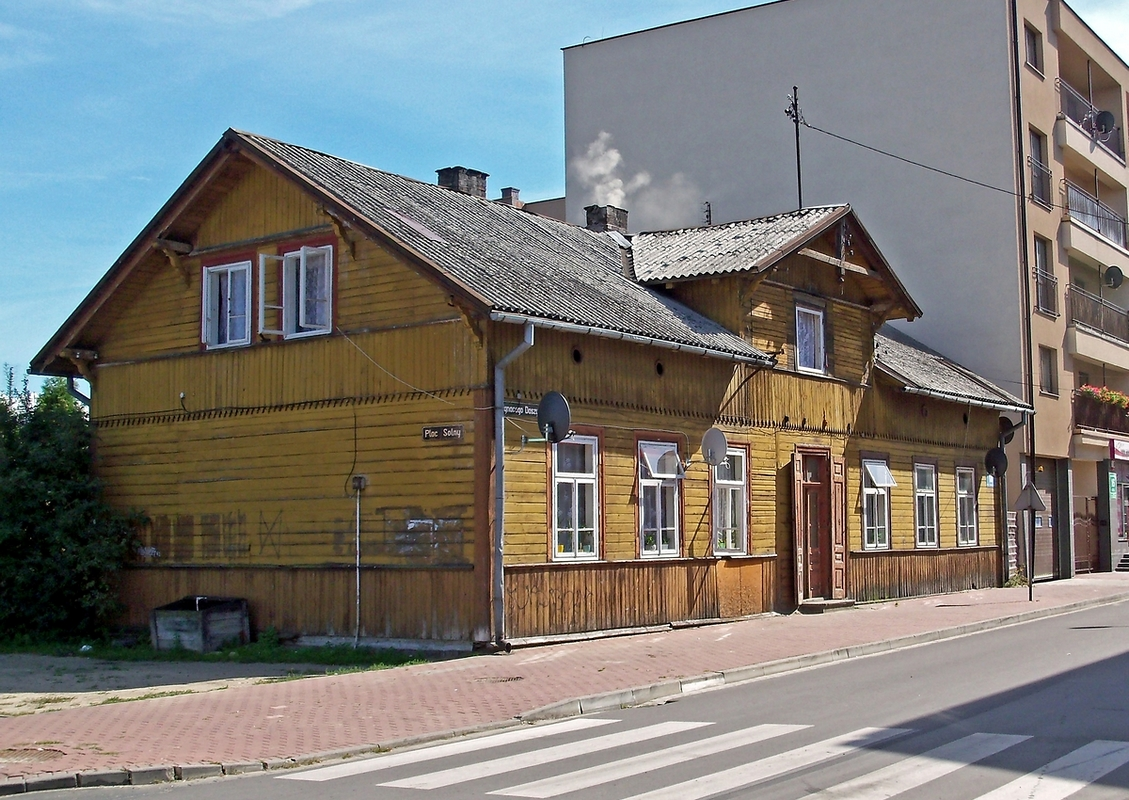
Drewniany dom przy ulicy Daszyńskiego 18
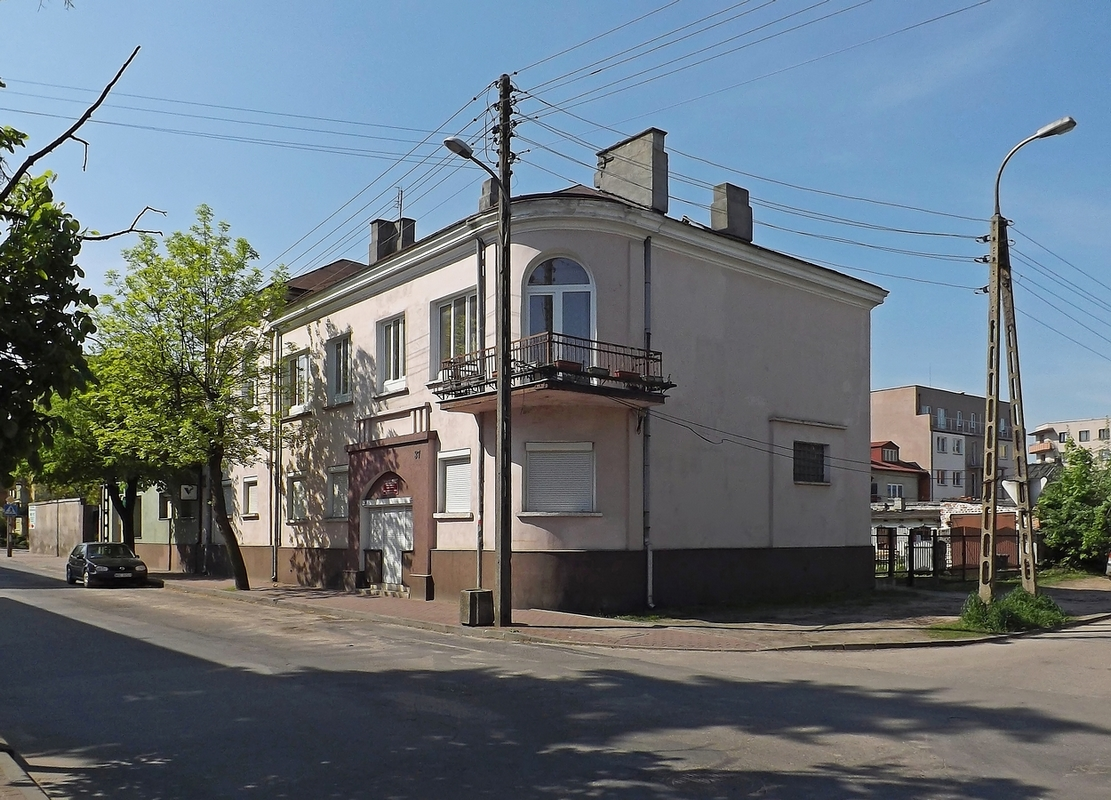
Kamienica przy ulicy Nałęcza 37 (d. rozlewnia piwa Bermana)
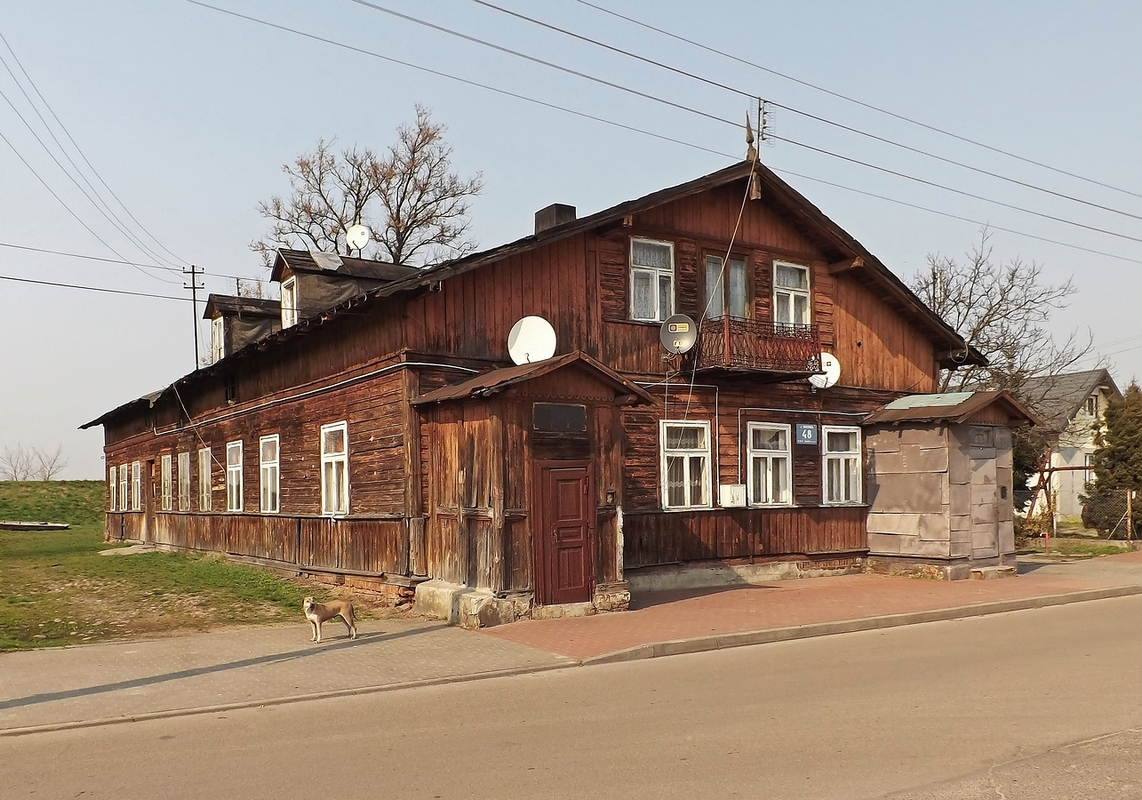
Zabytkowy drewniany dom przy ulicy Sukiennej 48
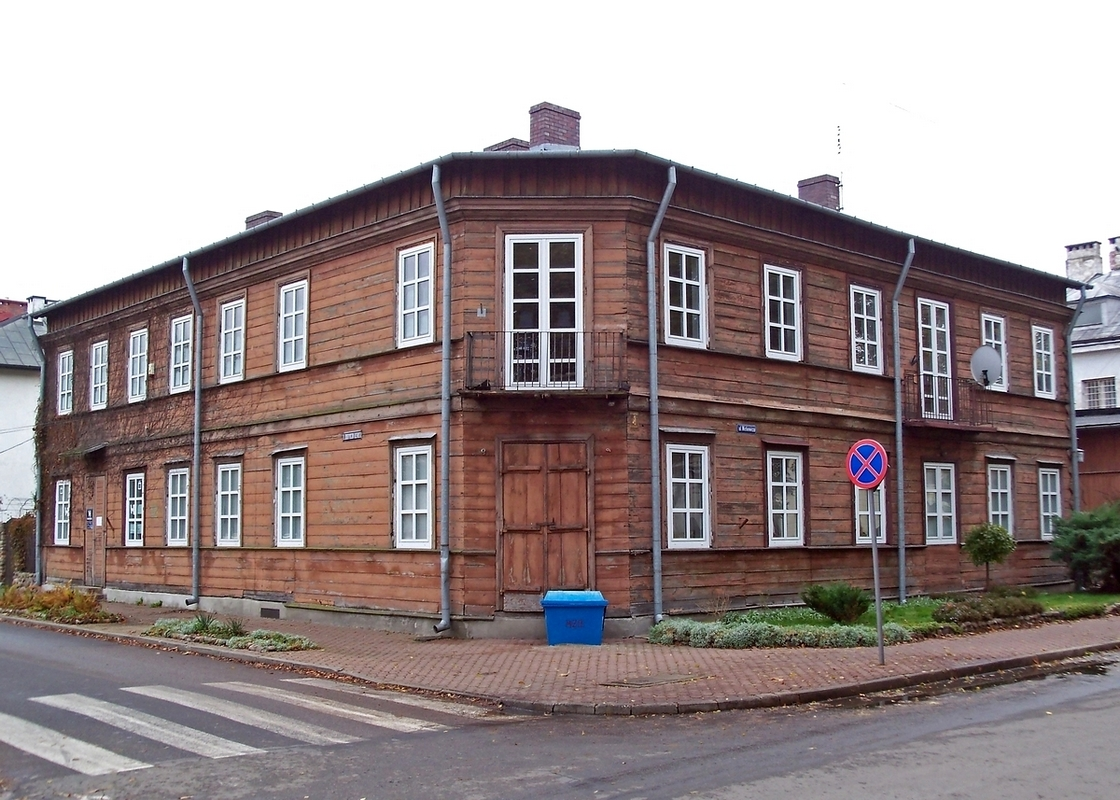
Zabytkowy drewniany dom przy ulicy Wybickiego 4
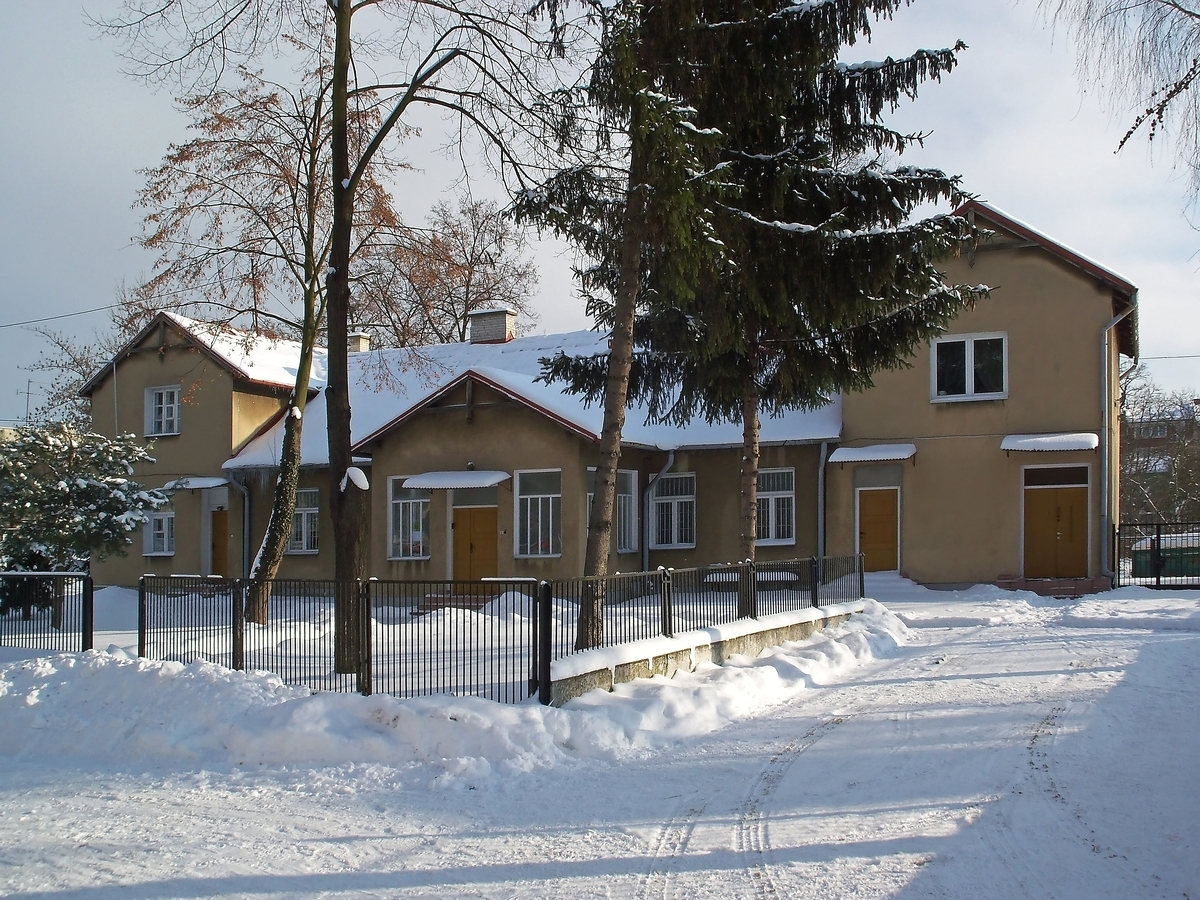
Zabytkowa drewniana plebania parafii św. Michała Archanioła
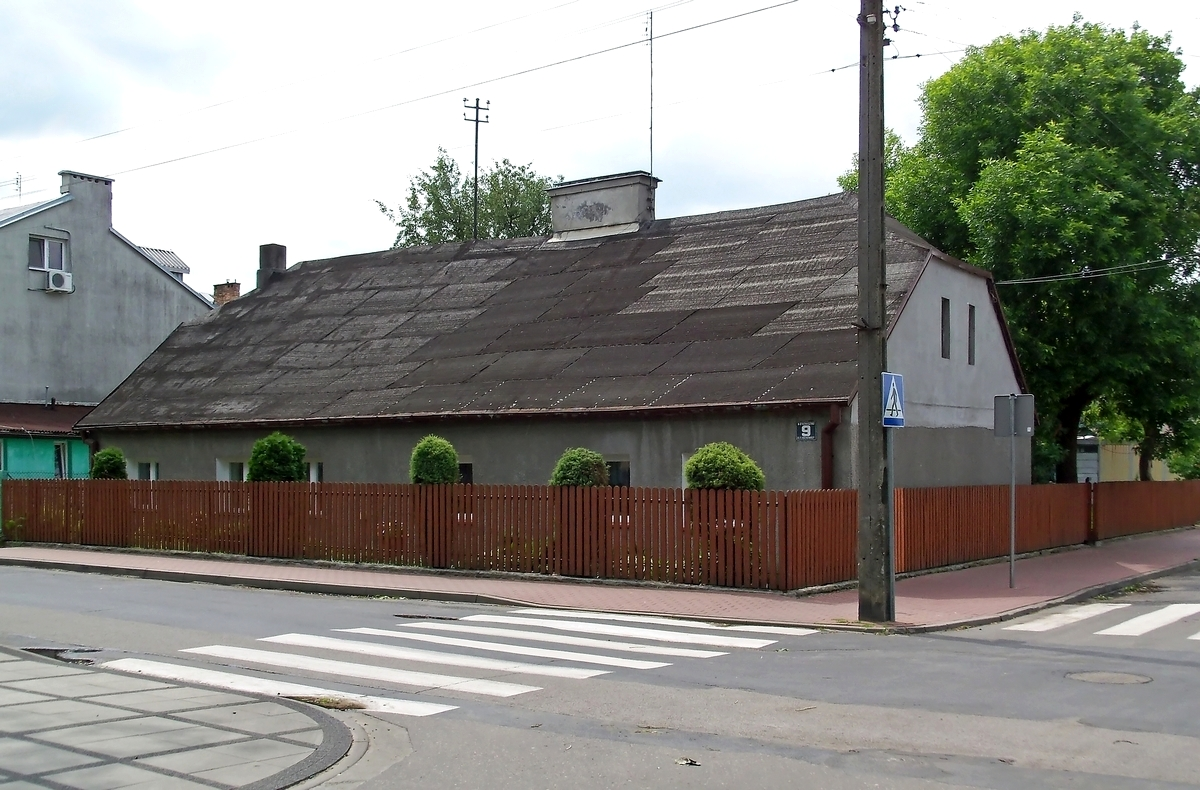
Zabytkowy dom rybacki z XIX wieku przy ulicy Kościuszki 9

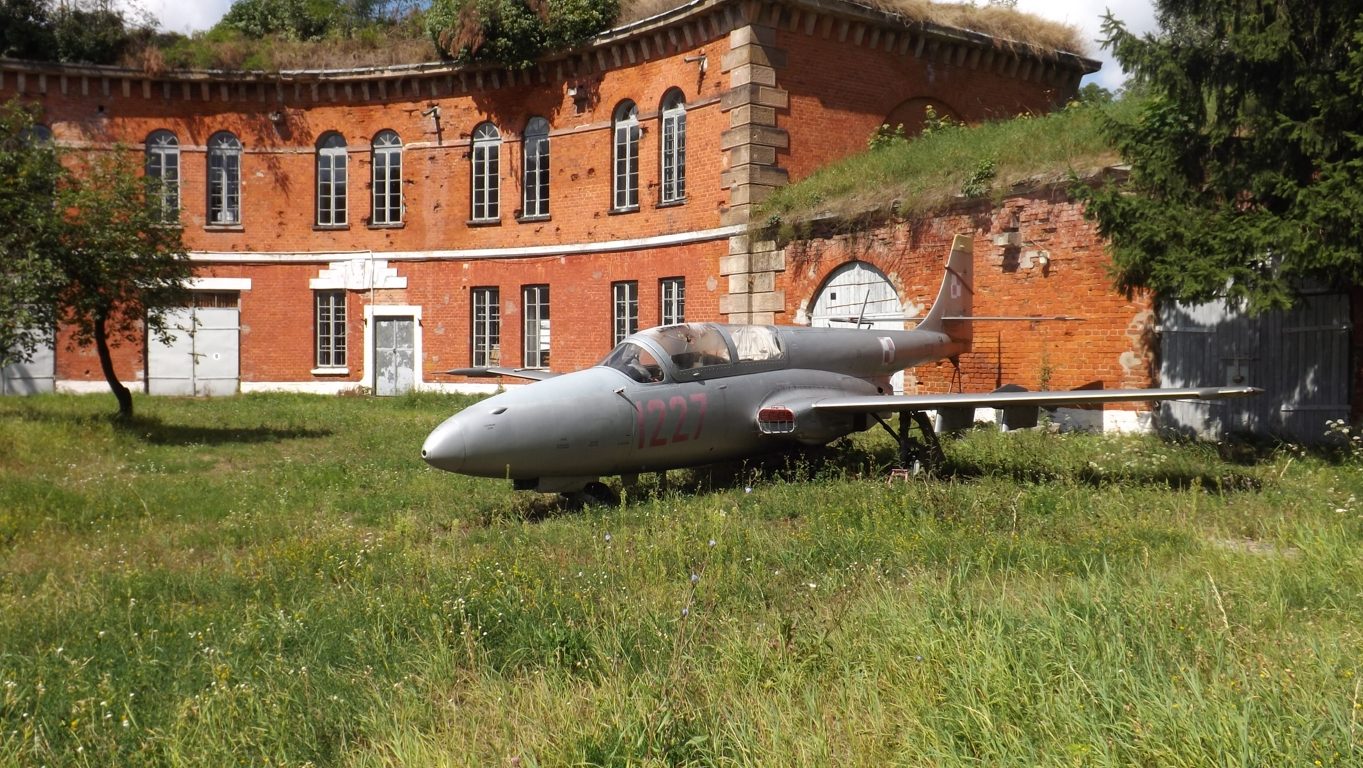
Zabytkowa działobitnia Dehna w kompleksie twierdzy Modlin
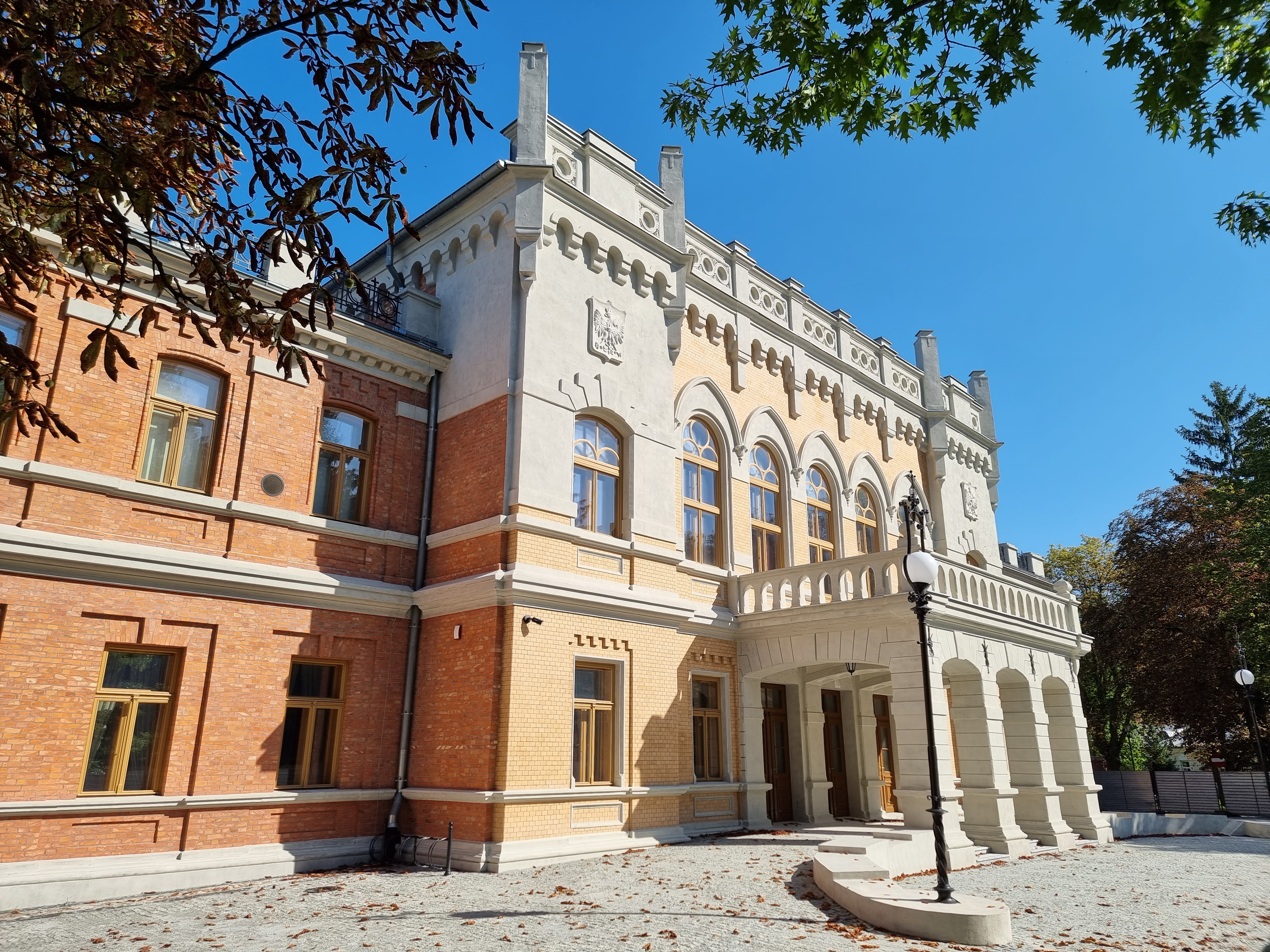
Dawny Garnizonowy Klub Oficerski w kompleksie twierdzy Modlin
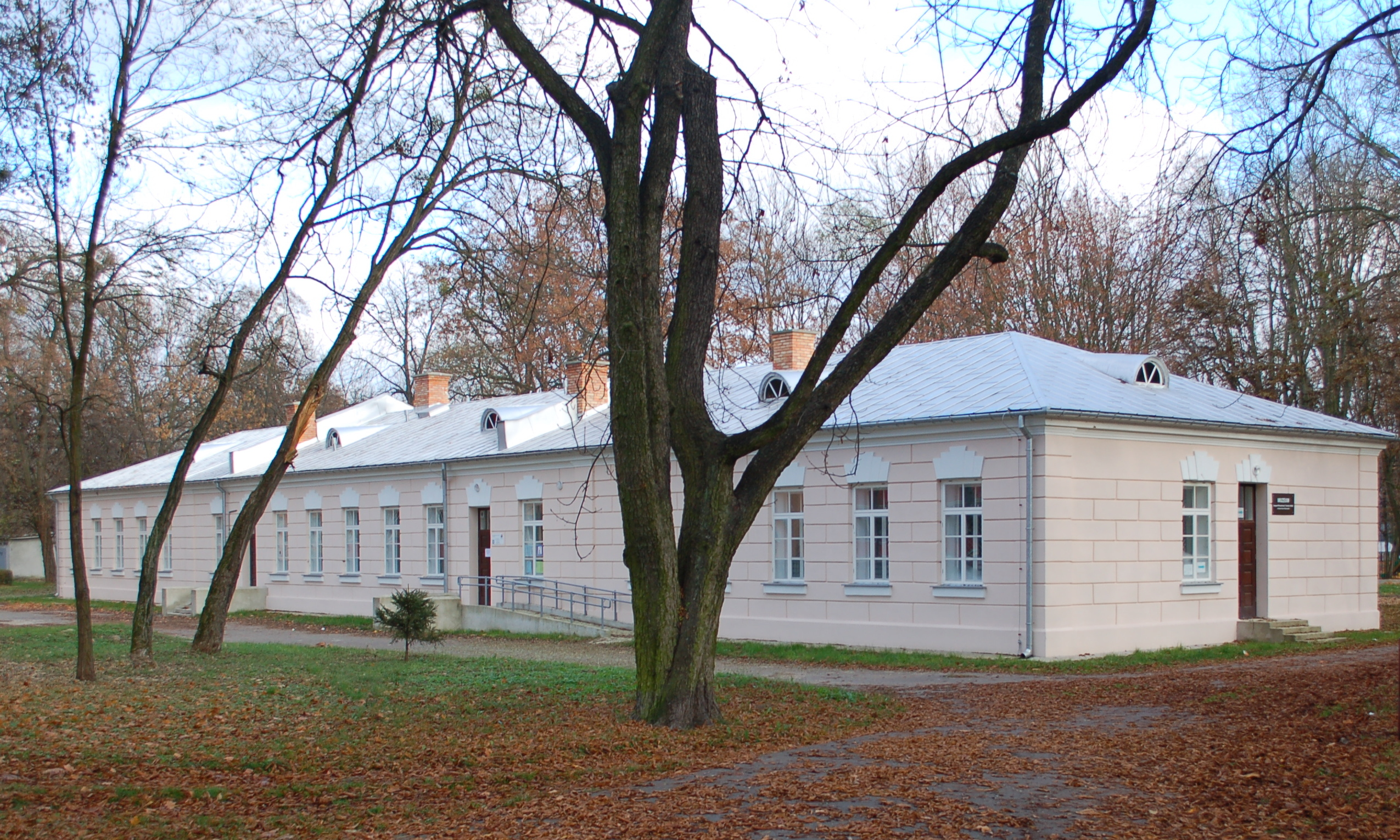
Muzeum Kampanii Wrześniowej 1939 r. i Twierdzy Modlin mieszczące się w zabytkowym lazarecie
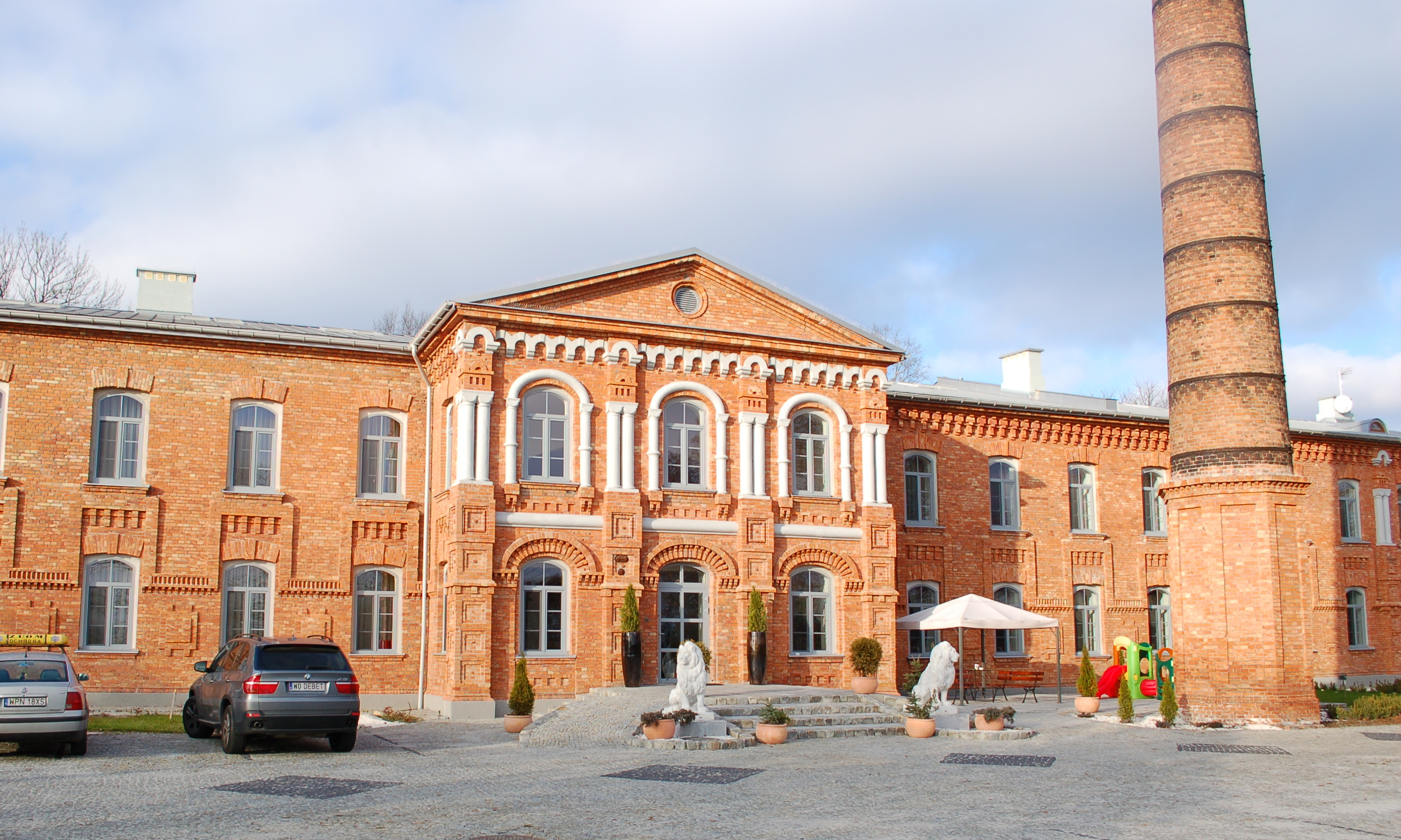
Royal Hotel mieszczący się w zabytkowej pralni garnizonowej twierdzy Modlin
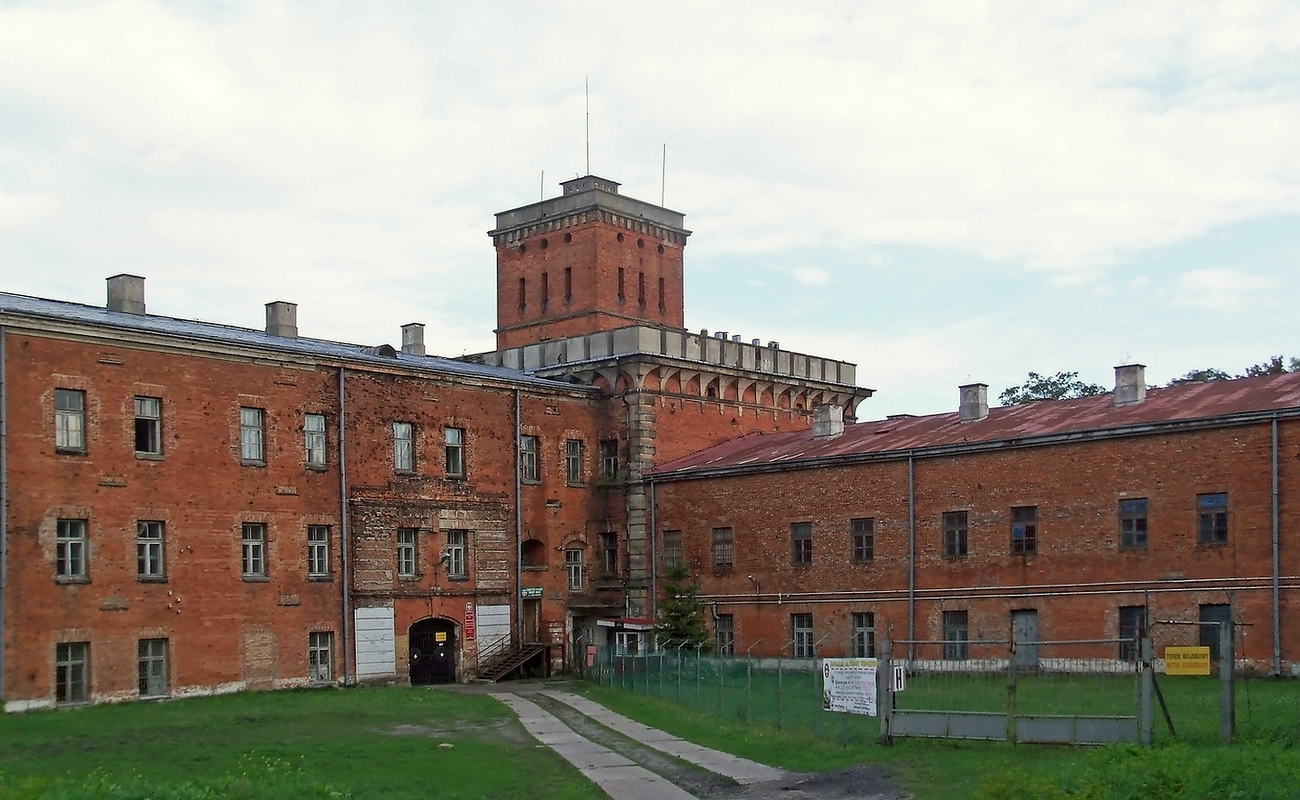
Fragment cytadeli twierdzy Modlin z wieżą czerwoną
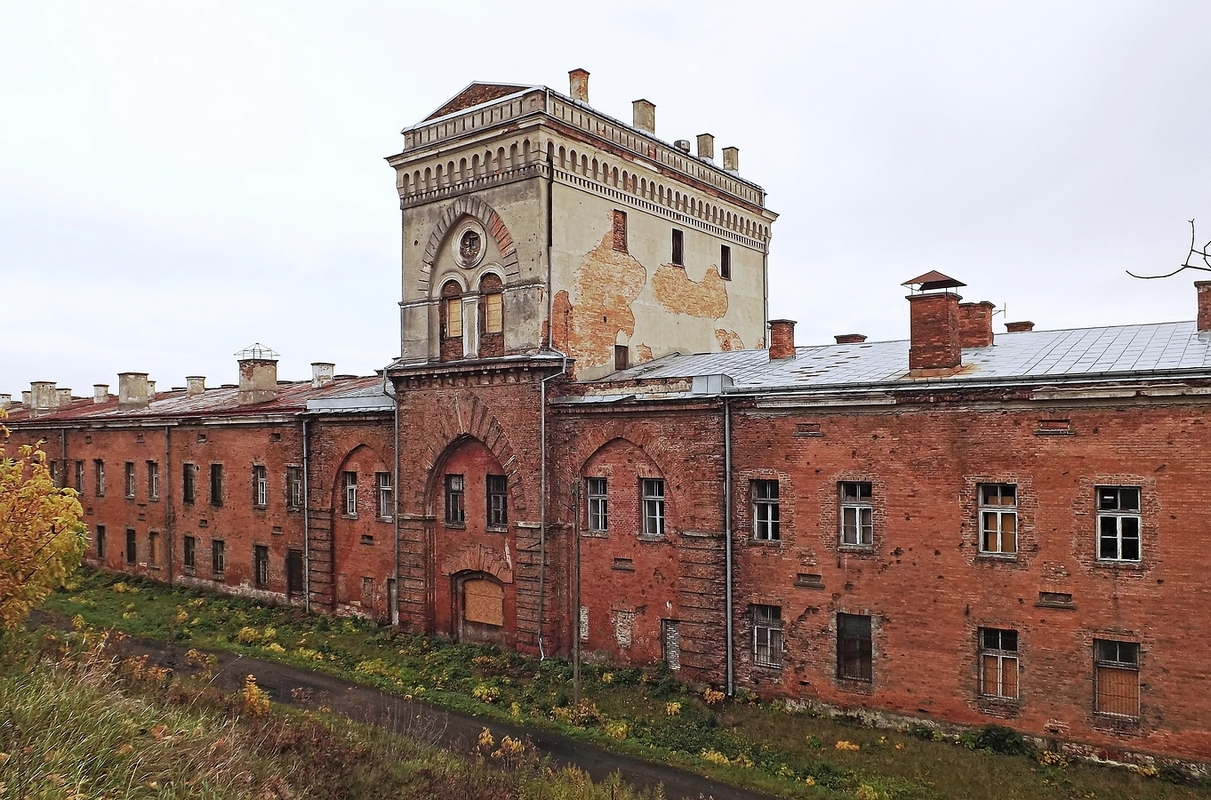
Fragment cytadeli twierdzy Modlin z wieżą wodną
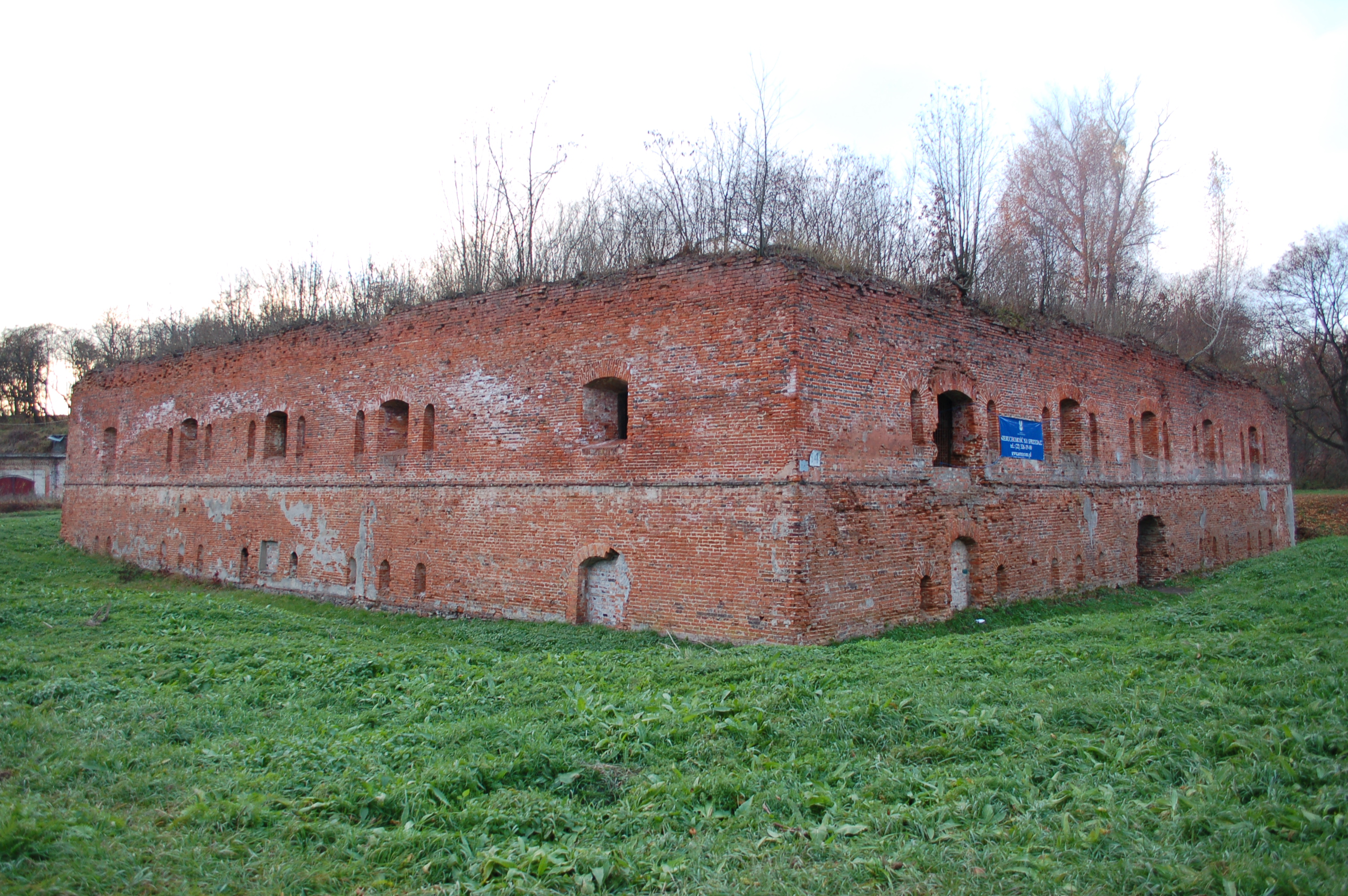
Reduta Napoleona w kompleksie twierdzy Modlin

## Podział administracyjny

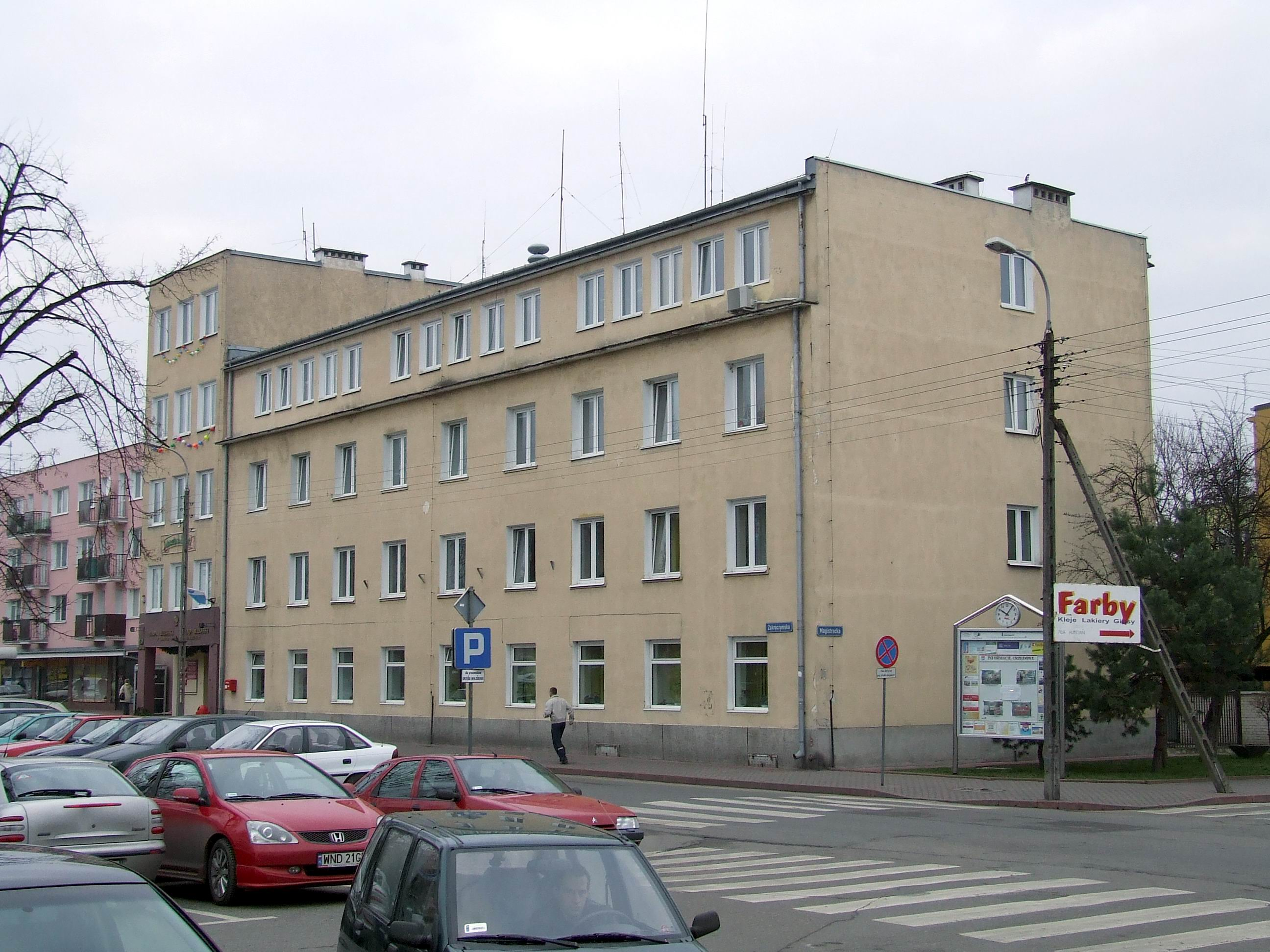
Urząd Miasta

W Nowym Dworze Mazowieckim utworzono „osiedla” jako samorządowe jednostki pomocnicze miasta. Obszar miasta został podzielony na 9 osiedli o nazwach:
- Osiedle Nr 1 – Osiedle Centrum
- Osiedle Nr 2 – Osiedle Młodych
- Osiedle Nr 3 – Osiedle Pólko (obszar po północnej stronie ul. Bohaterów Modlina)
- Osiedle Nr 4 – Osiedle Pólko (obszar po południowej stronie ul. Bohaterów Modlina)
- Osiedle Nr 5 – Osiedle Nowodworzanka
- Osiedle Nr 6 – Osiedle Modlin Twierdza
- Osiedle Nr 7 – Osiedle Modlin Stary
- Osiedle Nr 8 – Osiedle Okunin
- Osiedle Nr 9[36]

## Inne
W Nowym Dworze Mazowieckim przy ul. Leśnej znajduje się schronisko dla bezdomnych zwierząt.

## Honorowi obywatele
| Honorowy Obywatel:                    | Data nadania:                   |
| ------------------------------------- | ------------------------------- |
| gen. dyw. Felicjan Sławoj Składkowski | 23 października 1937            |
| Izabela Dylewska                      | 17 czerwca 1999                 |
| Elżbieta Urbańczyk                    | 17 czerwca 1999                 |
| Kazimierz Czarnecki                   | 17 czerwca 1999                 |
| Władysław Domański                    | 17 czerwca 1999                 |
| Ks. Czesław Żyła                      | 17 czerwca 1999                 |
| Ryszard Gołąb                         | 20 czerwca 2002                 |
| Jerzy Stachoń                         | 20 czerwca 2002 (pośmiertnie)   |
| Stanisław Bohdan Nowodworski          | 20 maja 2004                    |
| Cezary Leżeński                       | 20 maja 2004                    |
| Józefa Barbara Łuszczyńska            | 20 maja 2004                    |
| Ks. kan. Edward Stefan Pacek          | 20 maja 2004                    |
| Stanisław Wicherkiewicz               | 20 maja 2004                    |
| Ryszard Możdżyński                    | 9 września 2007                 |
| Barbara Malewska                      | 9 września 2007                 |
| Eugenia Podwiązka                     | 14 czerwca 2008                 |
| Adam Struzik                          | 16 czerwca 2009                 |
| Franciszek Szmyd                      | 16 czerwca 2009                 |
| Tadeusz Góra                          | 27 maja 2014 (pośmiertnie)      |
| Józef Piłsudski                       | 27 maja 2014 (pośmiertnie)      |
| Roman Kaczorowski                     | 26 maja 2015                    |
| Władysław Nawaduński                  | 26 maja 2015 (pośmiertnie)      |
| Zofia Dobrowolska                     | 29 września 2015 (pośmiertnie)  |
| Edward Rutkowski                      | 29 maja 2018                    |
| płk pil. Bolesław Zoń                 | 14 maja 2019 (pośmiertnie)      |
| Piotr Pawłowski                       | 25 listopada 2024 (pośmiertnie) |
| Maria Możdżyńska                      | 25 listopada 2024               |
| Dorota Borowska                       | 25 listopada 2024               |